# المملكة المصرية الحديثة
تُعرف المملكة المصرية الحديثة أو الدولة الحديثة، التي يشار إليها أيضًا باسم الإمبراطورية المصرية باسم «عصر المجد الحربي»، وهي الفترة في تاريخ مصر القديمة بين القرن السادس عشر قبل الميلاد والقرن الحادي عشر قبل الميلاد، وتغطي الثامنة عشرة، التاسعة عشرة، والأسرة العشرين في مصر. يضع التأريخ بالكربون المشع البداية الدقيقة للمملكة الحديثة بين 1570 قبل الميلاد و 1544 قبل الميلاد. اتبعت المملكة الحديثة الفترة الانتقالية الثانية وخلفتها الفترة الانتقالية الثالثة. كان هذا أكثر الأوقات ازدهارًا في مصر وشهد ذروة قوتها.
صاغ عالم المصريات الألماني كريستيان تشارلز جوسياس فون بنسن مفهوم «المملكة المصرية الحديثة» كواحد من ثلاثة عصور ذهبية، وكان تعريفه تطور بشكل ملحوظ خلال القرنين التاسع عشر والعشرين. يُعرف أيضًا الجزء الأخير من هذه الفترة، تحت حكم الأسرتين التاسعة عشرة والعشرين (1292-1077 قبل الميلاد)، باسم عصر الرعامسة. سميت على اسم أحد عشر ملك الذين أخذوا اسم رمسيس، على اسم رمسيس الأول، مؤسس الأسرة التاسعة عشرة. ربما كنتيجة لأجنبي حكم الهكسوس خلال الفترة الانتقالية الثانية، شهدت المملكة الحديثة محاولة مصر لإنشاء حاجز بين بلاد الشام ومصر، وخلال هذا الوقت حققت مصر أقصى امتداد إقليمي لها. وبالمثل، ردًا على الهجمات الناجحة جدًا في القرن السابع عشر قبل الميلاد خلال الفترة الانتقالية الثانية من قبل مملكة كوش شعر حكام المملكة الحديثة بأنهم مضطرون للتوسع جنوبًا في النوبة والاحتفاظ بأراضي واسعة في الشرق الأدنى. في الشمال، حاربت الجيوش المصرية جيوش الحيثيين للسيطرة على سوريا الحديثة.

## التاريخ

### صعود المملكة الحديثة

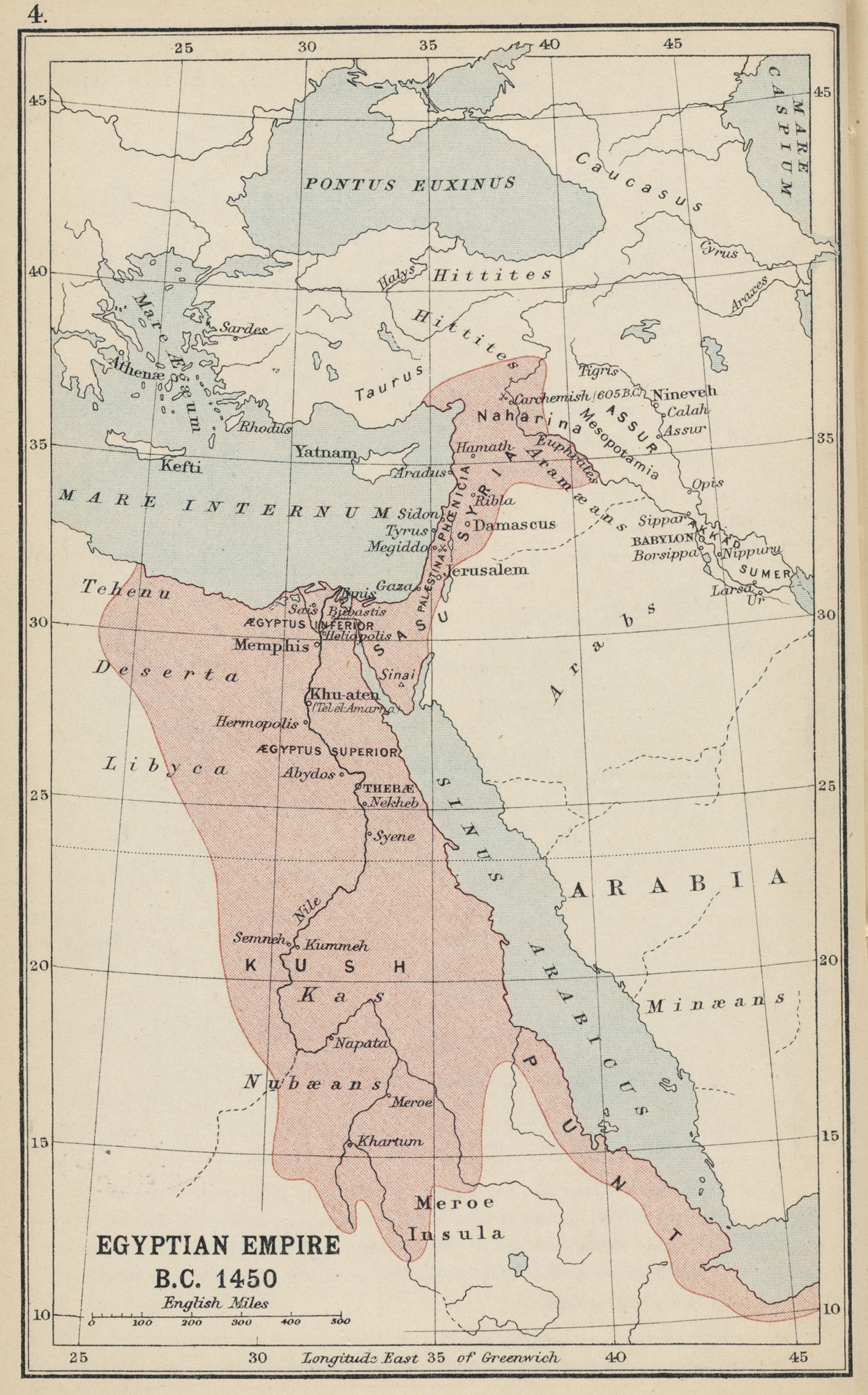
أقصى حدود للإمبرطورية المصرية 1450 قبل الميلاد

تضمنت الأسرة الثامنة عشرة بعض أشهر ملوك مصر، ومنهم أحمس الأول وحتشبسوت وتحتمس الثالث وأمنحتب الثالث، اخناتون وتوت عنخ آمون. ركزت حتشبسوت على توسيع التجارة الخارجية في مصر، بما في ذلك إرسال بعثة تجارية إلى بلاد بونت، وجعلت المملكة مزدهرة.
يُنظر إلى أحمس الأول على أنه مؤسس الأسرة الثامنة عشرة. واصل حملات والده سقنن رع وكاموس ضد الهكسوس حتى قام بإعادة توحيد البلاد مرة أخرى. ثم يواصل أحمس حملته في بلاد الشام، موطن الهكسوس، لمنع أي غزو مستقبلي لمصر.
بدأت حملات أحمس لطرد الهكسوس من دلتا نهر النيل واستعادة الأراضي المصرية السابقة إلى الجنوب في حوالي عام حكمه العاشر. بعد أن دمر معقل الهكسوس في أفاريس في شرق الدلتا، قادهم أخيرًا إلى ما وراء الحدود الشرقية ثم حاصر شاروهين (تل الفارعة) في جنوب فلسطين؛ قد يكون المدى الكامل لغزواته أكبر بكثير. جاء اختراقه للشرق الأوسط في وقت لم تكن فيه قوة رئيسية راسخة في المنطقة. هذه الفجوة السياسية سهلت إنشاء إمبراطورية مصرية.
تمت مكافأة ضباط وجنود أحمس بالغنائم والأسرى، الذين أصبحوا شخصية عبيد. كان هذا بمثابة علامة على إنشاء طبقة عسكرية مؤثرة. مثل كاموس، شن أحمس حملته جنوبا حتى بوهين في النوبة شمال السودان. لإدارة الأراضي المستعادة، أنشأ وظيفة جديدة مشرفة على الأراضي الأجنبية الجنوبية، والتي احتلت المرتبة الثانية بعد الوزير. مُنح شاغل الوظيفة اللقب الشرفي ابن الملك في كوش، مما يشير إلى أنه كان مسؤولاً بشكل مباشر أمام الملك كنائب.
تمت صياغة بيروقراطية المملكة المصرية الحديثة المبكرة على غرار ما كانت عليه في المملكة المصرية الوسطى. كان الوزير هو المسؤول الرئيسي وأعلى قاضٍ في المملكة. بحلول منتصف القرن الخامس عشر قبل الميلاد، قُسِم المنصب إلى قسمين، وزير واحد لمصر العليا والآخر لمصر السفلى. خلال الأسرة المصرية الثامنة عشر، تلقى بعض البيروقراطيين الشباب تعليمهم في مدارس المعابد، مما عزز التكامل بين القطاعات المدنية والكهنوتية. في وقت مبكر من الأسرة، ورِثت العديد من المناصب الإدارية، لكن التعيين الملكي للمسؤولين الأكفاء، غالبًا ما يتم اختيارهم من ضباط الجيش الذين خدموا الملك في حملاته، أصبح لاحقًا هو القاعدة. وهكذا كان الاتجاه بعيدًا عن العائلات البيروقراطية ووراثة المنصب.

تبع أحمس أمنحتب الأول الذي دفع الحدود المصرية جنوبا إلى الشلال الثالث، بالقرب من عاصمة الالكرمة، بينما كان يجمع الجزية من ممتلكاته الآسيوية وربما قام بحملات في سوريا. ربما تكون مملكة ميتاني الناشئة في شمال سوريا، والتي ذُكرت لأول مرة على لوحة لأحد جنود أمنحتب وكانت تُعرف أيضًا باسم نهرين، قد هددت الفتوحات المصرية في الشمال.
كانت المملكة المصرية الحديثة فترة من التفاني المتزايد لإله المملكة آمون رع، الذي استفادت عبادة منه إلى حد كبير حيث تم إثراء مصر بغنائم الحرب. تم تحويل الثروات إلى خزائن الإله، وكدليل على تقوى الأبناء، قام الملك ببناء آثار مقدسة في الأقصر. في عهد أمنحتب الأول، تم التخلي عن الشكل الهرمي للمقبرة الملكية لصالح مقبرة منحوتة في الصخر، وباستثناء أخناتون، تم دفن جميع حكام المملكة الحديثة اللاحقين في مقابر مخفية في وادي الملوك الشهير في غرب طيبة. منفصلة عن المقابر، أقيمت المعابد الجنائزية الملكية على حافة الصحراء. ربما بسبب هذا الابتكار، أصبح أمنحتب الأول فيما بعد الإله الراعي للعمال الذين حفروا وزينوا المقابر الملكية.
وتبع أمنحتب الثاني تحتمس الأول الذي قاد في عامه الثاني رحلة استكشافية عبر النهر في عمق النوبة، خارج حدود سلفه. كما يتضح من النقوش المنحوتة على طول الطريق، فقد اجتاز الشلال الرابع وأقام حدودًا جديدة في كرجس بالقرب من الشلال الخامس. تم إثبات المشروع من خلال السير الذاتية لاثنين من مصر العليا كانا من بين القوى التي قامت بالحملة. كان أحد أسباب التوغل العميق في النوبة هو رواسب الذهب الغنية في الأرض، والتي تم استغلالها بشكل مكثف خلال الأسرة المصرية الثامنة عشر. كان الدافع الآخر هو حقيقة أن مملكة كوش المعادية لمصر، متمركزة بالقرب من الشلال الثالث، كانت تهدد مصر بشكل خطير خلال الأسرة المصرية السابعة عشر ومتحالفة مع الهكسوس. بعد حرب النوبة توغل تحتمس في نهر الفرات في محيط كركميش في سوريا حيث واصل مطاردة الهكسوس. داخل مصر، قام تحتمس بتجديد الكرنك في طيبة. أقام جدارًا مغلقًا وأبراجين في الطرف الغربي، مع قاعة أعمدة صغيرة بينهما. تمت إضافة مسلتين أمام الصرح الخارجي. خلال هذه الحملة أعلن الأمراء السوريون الولاء لتحتمس. ومع ذلك، بعد عودته، توقفوا عن الجزية وبدأوا في التحصين ضد التوغلات المستقبلية.
خلف تحتمس الثاني والده تحتمس الأول، وفي عامه الأول قام زعيم من شمال كوش، حول شلال النيل الثاني، بإثارة ثورة ضد السيادة المصرية وهدد الحاميات المتمركزة في النوبة. أرسل تحتمس الثاني قوة بأوامر لقمع المتمردين وإعدام رجالهم. تم أسر أحد أبناء الزعيم إلى مصر، ربما ليتم تمصيرها وإعادتها إلى بلاده كحاكم تابع. بعد مرور بعض الوقت، كما يتضح من سيرة أحد الجنود الذين رافقوا والده، أرسل تحتمس الثاني قوات ضد بعض البدو في جنوب فلسطين. إلى جانب هذه المراجع، لا يُعرف سوى القليل عن عهد تحتمس الثاني. أقام في الكرنك ساحة احتفالية أمام بوابة مدخل المعبد، وكان البلاط يزين باستمرار بالآثار الملكية حتى تم هدمه أثناء تجديدات أمنحتب الثالث. في طيبة الغربية، بنى معبدًا جنائزيًا صغيرًا، قام ابنه بتوسيعه لاحقًا. لم يتم تحديد أي مقبرة بشكل إيجابي على أنها تنتمي إلى تحتمس الثاني، على الرغم من اكتشاف مومياءه وقد أعيد دفنها في المخبأ الملكي.
حتشبسوت كانت أحد أقوى ملوك في هذه الأسرة. كانت ابنة تحتمس الأول والزوجة الملكية لـ تحتمس الثاني. عند وفاة زوجها، حكمت بالاشتراك مع ابنه من قبل زوجة قاصر، تحتمس الثالث، التي صعدت إلى العرش وهي طفلة تبلغ من العمر حوالي عامين، لكنها في النهاية حكمت بنفسها بصفتها ملك. بنيت حتشبسوت على نطاق واسع في معبد الكرنك في الأقصر وفي جميع أنحاء مصر  لم تشرح حتشبسوت أبدًا سبب توليها العرش أو كيف أقنعت النخبة في مصر بقبول منصبها الجديد. ومع ذلك، كان أحد العناصر الأساسية لنجاحها هو وجود مجموعة من المسؤولين المخلصين، الذين تم اختيار العديد منهم بعناية، والذين سيطروا على جميع المناصب الرئيسية في حكومتها. وكان من أبرز هؤلاء سننموت، المشرف على جميع الأعمال الملكية والمعلم لنفرورع. اقترح بعض المراقبين أن حتشبسوت وسينموت ربما كانا عاشقين، لكن لا يوجد دليل يدعم هذا الادعاء. تقليديا، دافع الملوك المصريون عن أرضهم ضد الأعداء المتربصين على حدود مصر. كان حكم حتشبسوت سلميًا بشكل أساسي، وكانت سياستها الخارجية قائمة على التجارة بدلاً من الحرب. لكن المشاهد على جدران معبدها الدير البحري في طيبة الغربية توحي بأنها بدأت بحملة عسكرية قصيرة وناجحة في النوبة. تُظهر المشاهد الأكثر اكتمالاً رحلة حتشبسوت التجارية المحمولة بحراً إلى بونت، وهي مركز تجاري على ساحل شرق إفريقيا وراء أقصى جنوب البحر الأحمر. أعيد الذهب، والأبنوس، وجلود الحيوانات، والبابون، والمر المعالج، وأشجار المر الحية إلى مصر، وزُرعت الأشجار في حدائق الدير البحري. وأعادت تأسيس شبكات التجارة التي تعطلت أثناء احتلال الهكسوس لمصر خلال الفترة الانتقالية الثانية وبالتالي بناء ثروة الأسرة الثامنة عشر. أشرفت على الاستعدادات والتمويل لمهمة إلى بلاد بونت. كان إنجازها الأسمى هو معبدها الرائع في الدير البحري التي صُممت لتكون نصبًا جنائزيًا لحتشبسوت، وقد تم تخصيصها لآمون رع وتضمنت سلسلة من المصليات المخصصة لأوزوريس ورع وحتحور وأنوبيس وأسلاف العائلة المالكة. كان من المقرر أن تُدفن حتشبسوت في وادي الملوك، حيث قامت بتوسيع قبر والدها حتى يستلقي الاثنان معًا.
بعد وفاة حتشبسوت تولى تحتمس الثالث الحكم وقامت انتفاضة في مجدو ضد الحكم المصري ووقف أمير مدينة قادش السورية إلى جانب 330 من أمراء التحالف السوري الفلسطيني في مجيدو. كانت هذه القوة أكثر من مجرد دفاعية، وربما كانت النية هي التقدم ضد مصر. يجب أن يكون 330 قد مثل جميع الأماكن من أي حجم في المنطقة التي لم تكن خاضعة للحكم المصري وقد يكون رقمًا تخطيطيًا مشتقًا من قائمة أسماء الأماكن. يشار إلى أن ميتاني نفسه لم يكن متورطا بشكل مباشر.
تقدم تحتمس الثالث إلى غزة مع جيشه ثم إلى يهم، وأخضع البلدات الفلسطينية المتمردة على طول الطريق. تروي تاريخه كيف، في استشارة تتعلق بأفضل طريق عبر سلسلة جبال الكرمل، تجاوز الملك ضباطه واختار طريقًا أقصر ولكنه أكثر خطورة عبر ممر العرينة ثم قاد القوات بنفسه. سارت المسيرة بسلاسة، وعندما هاجم المصريون فجرًا، تغلبوا على قوات العدو وحاصروا مجدو.
في هذه الأثناء، نسق تحتمس الثالث إنزال فرق الجيش الأخرى على الساحل السوري الفلسطيني، حيث ساروا إلى الداخل، بحيث كانت الاستراتيجية تشبه تقنية الكماشة. وانتهى الحصار بمعاهدة أقسم بموجبها الأمراء السوريون قسم الاستسلام للملك. كما كان معتادًا في الدبلوماسية القديمة وفي الممارسة المصرية، كان القسم ملزمًا فقط لمن أقسمه، وليس للأجيال القادمة.
مع نهاية الحملة الأولى، امتدت الهيمنة المصرية شمالًا إلى خط يربط بيبلوس ودمشق. على الرغم من أن أمير قادش ظل مهزومًا، إلا أن آشور أرسلت اللازورد كجزية؛ سلم الأمراء الآسيويون أسلحتهم، بما في ذلك عدد كبير من الخيول والعربات. أخذ تحتمس الثالث عددًا محدودًا من الأسرى. عين أمراء آسيويين لحكم المدن وأخذ إخوتهم وأبنائهم إلى مصر، حيث تعلموا في البلاط
أجرى تحتمس الثالث العديد من الحملات اللاحقة في آسيا. تم تسليم قادش أخيرًا، لكن هدف تحتمس الثالث النهائي كان هزيمة ميتاني. استخدم البحرية لنقل القوات إلى المدن الساحلية الآسيوية، وتجنب المسيرات البرية الشاقة من مصر. قادته حملته الثامنة العظيمة عبر نهر الفرات. تم تدمير المدن والمناطق المحيط بكركميش شرق نهر الفرات والاستيلاء عليها، وتمكن الأمير الميتاني من الفرار. ربما كان المكاسب النفسية لهذه الحملة أكبر من نجاحها العسكري، فقد أرسل كل من بابل وآشور والحيثيين وكريت وقبرص الجزية اعترافًا بالهيمنة المصرية. زينت مقابر كبار المسؤولين في العهد بمشاهد تصور استقبال مبعوثين أجانب قادمين من أماكن بعيدة مثل بحر إيجة والبر اليوناني لتقديم هداياهم الغنية والغريبة عند أقدام الملك. هيبة مصر لم تكن بهذه العظمة من قبل. تم تسجيل أنه استولى على 350 مدينة خلال فترة حكمه وغزا الكثير من الشرق الأدنى من الأناضول إلى بلاد بونت في القرن الأفريقي ومن ليبيا إلى شرق الفرات خلال سبع عشرة حملة عسكرية معروفة. على الرغم من أن تحتمس الثالث لم يُخضع كل ميتاني، إلا أنه وضع الفتوحات المصرية على أساس ثابت من خلال حملته المستمرة التي تتناقض مع غزوات أسلافه. سجلات تحتمس الثالث المنقوشة في معبد الكرنك موجزة ودقيقة بشكل ملحوظ، لكن نصوصه الأخرى، لا سيما تلك الموجودة في عاصمته النوبية التي تأسست حديثًا، نبتة، هي أكثر تقليدية في خطابها. يبدو أنه تزوج من ثلاث زوجات سوريات، ربما يمثلن اتحادات دبلوماسية، مما يشير إلى دخول مصر في عالم الشؤون الدولية للشرق الأوسط القديم.
بدأ تحتمس الثالث حكمًا مصريًا إمبراطوريًا حقيقيًا في النوبة. أصبحت معظم الأراضي ملكًا للمؤسسات في مصر، بينما تختفي السمات الثقافية المحلية من السجل الأثري. تم تعليم أبناء الرؤساء في البلاط المصري؛ عاد عدد قليل منهم إلى النوبة ليعملوا كمدراء، وبعضهم دُفن هناك على الطراز المصري. فقدت القلاع النوبية قيمتها الاستراتيجية وأصبحت مراكز إدارية. تطورت المدن المفتوحة حولهم، وفي العديد من المعابد خارج أسوارهم ، تم تأسيس عبادة الملك الإلهي. كانت النوبة السفلى تزود الذهب من الصحراء والأحجار الصلبة وشبه الكريمة. من أقصى الجنوب جاءت الأخشاب الأفريقية الاستوائية والعطور والزيت والعاج وجلود الحيوانات وأعمدة النعام. نادراً ما يوجد أي أثر للسكان المحليين من المملكة الحديثة المتأخرة ، عندما تم بناء العديد من المعابد في النوبة ؛ بحلول نهاية الأسرة المصرية العشرون، لم يكن في المنطقة سكان مستقرون مزدهرون تقريبًا.
في عهد تحتمس الثالث ، ظهرت ثروة الإمبراطورية في مصر. تم بناء العديد من المعابد ، وتم التبرع بمبالغ طائلة لحوزة آمون رع. هناك العديد من مقابر كبار مسؤوليه في طيبة. تم نقل العاصمة إلى ممفيس ، لكن طيبة ظلت المركز الديني. تطلبت حملات الملوك مثل تحتمس الثالث مؤسسة عسكرية كبيرة ، بما في ذلك تسلسل هرمي للضباط وعربة حربية باهظة الثمن. نشأ الملك مع رفاقه العسكريين الذين مكنهم ارتباطهم الوثيق به من المشاركة بشكل متزايد في الحكومة. تم تعيين الضباط العسكريين في مناصب مدنية ودينية عالية ، وبحلول فترة الرعامسة ، أصبح تأثير هؤلاء الأشخاص يفوق تأثير البيروقراطية التقليدية  يعتبر المؤرخون تحتمس الثالث عبقريًا عسكريًا ، وقد أجرى تحتمس الثالث ما لا يقل عن 16 حملة في 20 عامًا. كان حاكمًا توسعيًا نشطًا ، يُطلق عليه أحيانًا اسم الفاتح الأعظم لمصر أو «نابليون مصر».
قبل حوالي عامين من وفاته ، عين تحتمس الثالث ابنه أمنحتب الثاني البالغ من العمر 18 عامًا شريكًا له. قبل وفاة والده بقليل ، انطلق أمنحتب الثاني في حملة إلى منطقة في سوريا بالقرب من قادش ، التي أصبحت دولها مدنها الآن عالقة في صراع على السلطة بين مصر وميتاني ؛ قتل أمنحتب الثاني سبعة أمراء وأعاد جثثهم إلى مصر ليتم تعليقها من أسوار طيبة ونبتة. في سنتيه السابعة والتاسعة ، قام أمنحتب الثاني بحملات أخرى في آسيا ، حيث انتهج ملك ميتاني سياسة أكثر قوة. كان تمرد مدينة أوغاريت الساحلية المهمة أمرًا خطيرًا ، لأن السيطرة المصرية على سوريا تطلبت قواعد على طول الساحل للعمليات الداخلية وإمداد الجيش. تم تهدئة أوغاريت ، وتم تأكيد ولاء المدن السورية ، بما في ذلك قادش.
داخل مصر ، واصل العديد من إداريي والده خدمة أمنحتب ، وأكمل الملك بعض المباني التي بدأها تحتمس الثالث. كما قام ببناء عدد من المعابد الجديدة في مصر العليا والنوبة وأضاف معبده الجنائزي في غرب طيبة. تم اكتشاف مومياء أمنحتب في وادي الملوك في طيبة ، في مقبرته الجيدة المحفوظة جيدًا ، والتي كانت تستخدم كواحد من المخابئ لحفظ المومياوات الملكية التي أعيد إحياؤها في الأسرة المصرية الحادية والعشرون بعد إغلاق وادي الملوك.
كان تحتمس الرابع ابن أمنحتب الثاني وقد حكم بعده وقام بجولة مسلحة في سوريا وفلسطين ، قام خلالها بقمع بعض الانتفاضات الصغيرة. مستشعرا بالخطر المتزايد للإمبراطورية الحيثية في آسيا الصغرى، بدأ مفاوضات مطولة مع إمبراطورية ميتاني ، العدو السابق لمصر في سوريا ، والتي بلغت ذروتها في معاهدة سلام بين القوتين ، وعززها زواج ملكي بين أميرة ميتاني وتحتمس الرابع. تم تبادل الهدايا ، وتم التنازل عن مدينة ألالاخ (أسانا الحالية في جنوب تركيا) لميتاني. تلا ذلك سلام طويل تميز بعلاقات ودية بين البلدين.
في السنة الثامنة من حكمه ، علم تحتمس بتمرد زعيم الصحراء في النوبة السفلى (في السودان حاليًا). سرعان ما تجمع وقاد جيشه بقوة محمولة على النهر وهزم المتمردين ، الذين ربما عرضوا للخطر بلد الذهب الغني في النوبة الشرقية. خلال الفترة المتبقية من حكمه الهادئ ، نصب تحتمس في طيبة المسلة الكبيرة التي تقف الآن أمام كنيسة القديس يوحنا لاتيران فيروما. في طيبة الغربية ، بنى معبدًا جنائزيًا صغيرًا ولكنه جيد ، كما ترك أيضًا نصب تذكارية في منف، مقر إقامة شبابه.
أظهر تحتمس خلال فترة حكمه بعض التفاني الشخصي لآتون، والذي كان سيظهر في ثورة حفيده أخناتون الدينية. كما يكشف فن عهده عن بداية الاتجاهات التي أدت فيما بعد إلى أسلوب حفيده في تل العمارنة. توفي تحتمس بعد حوالي تسع سنوات وخلفه ابنه أمنحتب الثالث. تم العثور على قبره عام 1903، مع بعض أثاثه في مكانه.
اعتلى العرش ابن تحتمس الرابع أمنحتب الثالث في سن الثانية عشرة تقريبًا. وسرعان ما تزوج تي، التي أصبحت ملكته. في وقت سابق من الأسرة ، عمل الرجال العسكريون كمدرسين للملك ، لكن والد تي كان قائدًا للعربة الحربية ، ومن خلال هذا الارتباط أصبح الخط الملكي أكثر تأثراً بالجيش. في عامه الخامس ، أعلن أمنحتب الثالث انتصاره على متمردي كوش ، لكن نائب الملك في كوش ، الجزء الجنوبي من النوبة ، ربما قاد القوات بالفعل. ربما تكون الحملة قد أدت إلى البطانة ، غربي نهر العبرة ، في أقصى الجنوب مما ذهبت إليه أي حملة عسكرية مصرية سابقة. العديد من المعابد التي أقيمت في عهد أمنحتب الثالث في النوبة العليا بين الشلال الثاني والثالث تشهد على أهمية المنطقة.
سادت العلاقات السلمية مع آسيا ، حيث تم الحفاظ على السيطرة على التابعين لمصر بنجاح. أعلن جعران تذكاري من السنة العاشرة للملك وصول الأميرة الميتانية جيلوخبا إلى مصر ، مع 317 امرأة ؛ وهكذا ، ساعد زواج دبلوماسي آخر في الحفاظ على العلاقات الودية بين مصر وخصمها السابق. تم استقبال أميرة ميتانية أخرى لاحقًا في حريم أمنحتب الثالث ، وخلال مرضه الأخير ، تم إرسال الإلهة الحرانية عشتار من نينوى لمساعدته. على حساب العائلات البيروقراطية الأكبر سنا ومبدأ وراثة المناصب ، حصل العسكريون على مناصب عليا في الإدارة المدنية. كان الأكثر نفوذاً هو الكاتب المسن وقائد قوات النخبة ، أمنحتب ، ابن حابو ، الذي ظلت سمعته كحكيم حتى العصر البطلمي.
قام أمنحتب الثالث برعاية البناء على نطاق هائل ، خاصة في منطقة طيبة. أقام في الكرنك الصرح الثالث الضخم ، وفي الأقصر خصص معبدًا جديدًا رائعًا لآمون. كان المعبد الجنائزي للملك في طيبة الغربية منقطع النظير من حيث الحجم. بقي القليل منها اليوم ، لكن تمثالها الشهير في ممنون يشهد على أبعادها. كما قام ببناء ميناء ضخم ومجمع قصور في مكان قريب. كانت بعض التماثيل الهائلة بمثابة أشياء للتبجيل العام ، والتي يمكن للرجال قبلها أن يناشدوا الملك كا ، الذي يمثل الجانب المتعالي للملكية. في الكرنك ، تم وضع تماثيل أمنحتب ، ابن حابو ، للعمل كوسطاء بين المتوسلين والآلهة.
السنوات الأخيرة من حياة أمنحتب الثالث كانت في حالة صحية سيئة. للحكم من مومياءه وتصوراته الأقل رسمية عنه من العمارنة ، فقد كان يعاني من السمنة عندما توفي في عامه الثامن والثلاثين في الحكم وخلفه ابنه أمنحتب الرابع، وهو الأكثر إثارة للجدل بين جميع الملوك مصر القديمة.
أقدم آثار أمنحتب الرابع ، الذي غير اسمه في السنة الخامسة من حكمه إلى أخناتون («المفيد لآتون»)، تقليدية في أيقوناتها وأسلوبها ، ولكن منذ البداية أعطى إله الشمس لقبًا تعليميًا باسم آتون ، القرص الشمسي. تمت كتابة هذا العنوان لاحقًا داخل زوج من الخراطيش ، مثل اسم الملك. أعلن الملك ولاءه الديني من خلال الاستخدام غير المسبوق لـ «الكاهن الأكبر لإله الشمس» كأحد ألقابه. كان مصطلح آتون مستخدمًا منذ فترة طويلة ، ولكن في عهد تحتمس الرابع ، تمت الإشارة إلى آتون على أنه إله ، وفي عهد أمنحتب الثالث أصبحت هذه الإشارات أكثر تكرارا. وهكذا ، لم يخلق أخناتون إلهًا جديدًا ، بل خص هذا الجانب من إله الشمس من بين آخرين. كما حمل المزيد من الميول الراديكالية التي تطورت مؤخرًا في الدين الشمسي ، حيث تحرر إله الشمس من سياقه الأسطوري التقليدي وتم تقديمه باعتباره المزود الوحيد الذي يقدم الخير للعالم بأسره. تم التأكيد على ألوهية الملك: قيل أن آتون هو والده ، الذي كان هو وحده لديه معرفة به ، وتقاسموا مكانة الملك ويوبيلات الاحتفال معًا.
في سنوات حكمه الخمس الأولى ، بنى أخناتون العديد من المعابد إلى آتون ، كان أهمها في منطقة معبد آمون رع في الكرنك. في هذه الهياكل في الهواء الطلق تم تطوير شكل جديد منمق للغاية من أشكال الإغاثة والنحت في الجولة. لم يُصوَّر آتون في شكل مجسم بل كقرص شمسي تمتد منه أذرع مشعة الكتابة الهيروغليفية «للحياة» إلى أنوف الملك وعائلته. أثناء بناء هذه المعابد ، تم تعليق عبادة آمون والآلهة الأخرى ، وحلّت عبادة آتون في حرم مكشوف محل عبادة آمون ، الذي سكن في ضريح مظلم لمعبد الكرنك. كانت زوجة الملك نفرتيتي، التي تزوجها قبل توليه العرش ، بارزة في النقوش وكان لها ضريح كامل مخصص لها لم يتضمن أي صور للملك. استمرت هيبتها في النمو في معظم فترات الحكم.
في الوقت الذي غيَّر فيه اسمه تقريبًا ليتماشى مع الدين الجديد ، نقل الملك العاصمة إلى موقع بكر في أخيتاتون (تل العمارنة) في مصر الوسطى. هناك شيد مدينة جيدة التخطيط أخيتاتون («أفق آتون») تضم معابد لآتون وقصور ومباني رسمية وفيلات رفيعة المستوى وأحياء سكنية واسعة. في منحدرات الصحراء الشرقية المحيطة بالمدينة ، تم حفر قبور لرجال الحاشية ، وتم تجهيز القبر الملكي في عمق واد منعزل. كانت النقوش البارزة في هذه المقابر لا تقدر بثمن لإعادة بناء الحياة في العمارنة. تصور نقوش المقابر واللوحات حياة العائلة المالكة بدرجة غير مسبوقة من الحميمية.
في السنة التاسعة لأخناتون ، تم إعطاء اسم تعليمي أكثر توحيدًا لآتون ، واضطهاد الآلهة الأكبر سناً ، وخاصة آمون. تم حذف اسم آمون من العديد من المعالم القديمة في جميع أنحاء الأرض ، وفي بعض الأحيان تم محو كلمة الآلهة. كانت ثورة أخناتون الدينية والثقافية شخصية للغاية حيث يبدو أنه كان له دور مباشر في وضع مبادئ دين آتون وتقاليد فن العمارنة. في الدين ، كان التركيز على قوة الشمس التي تحافظ على الحياة ، وتزين المشاهد الطبيعية الجدران وحتى أرضيات مباني العمارنة. يتم التعبير عن دور الملك في تحديد تكوين المحكمة في الصفات المعطاة للمسؤولين الذين اختارهم من الرتب الدنيا في المجتمع ، بما في ذلك الجيش. قلة من المسؤولين كانت لهم أي صلة بالنخبة الحاكمة القديمة ، وتم تطهير بعض رجال الحاشية الذين تم قبولهم في بداية الحكم. حتى في العمارنة لم يكن الدين الجديد مقبولاً على نطاق واسع دون مستوى النخبة. تم العثور على العديد من الأشياء الصغيرة المتعلقة بالمعتقدات التقليدية في الموقع.
نية أخناتون الثورية واضحة في جميع أفعاله. في الفن التمثيلي ، تمت مراجعة العديد من الاتفاقيات الحالية للتأكيد على الانفصال عن الماضي. مثل هذا الإجراء مفهوم لأن القيم التقليدية تم دمجها باستمرار في التعبير الثقافي ككل ؛ من أجل تغيير جزء واحد ، كان من الضروري تغيير الكل. كان الابتكار الحيوي هو إدخال الأشكال العامية في اللغة المكتوبة. أدى ذلك في العقود اللاحقة إلى ظهور الأشكال اللفظية الحالية في النقوش الأثرية. يظهر الشكل العامي للمملكة الحديثة ، والذي يُعرف الآن بالمصرية المتأخرة ، متطورًا بالكامل في رسائل الاسرتين التاسعة عشر والعشرين. إن سياسة أخناتون الخارجية واستخدام القوة في الخارج ليست مفهومة جيدًا. قام بحملة صغيرة في النوبة. في غرب آسيا ، لم تكن سيطرة مصر على ممتلكاتها آمنة كما كانت في السابق ، ولكن يصعب تفسير الألواح المسمارية التي عثر عليها في تل العمارنة تسجل دبلوماسيته لأن التابعين الذين طلبوا المساعدة منه بالغوا في محنتهم. أحد أسباب الاضطرابات في المنطقة كان تراجع ميتاني وعودة الحيثيين. بين عهد أخناتون ونهاية الأسرة الثامنة عشر ، فقدت مصر السيطرة على الكثير من الأراضي في سوريا.
كان لأخناتون ست بنات من نفرتيتي وربما ابن ، ربما من زوجة ثانوية كيا. دعت نفرتيتي أو أرملة توت عنخ آمون الملك الحيثي سوبيلوليوماس لتزويد رفقاءها لأنها لم تجد أي زوج في مصر ؛ تم إرسال أمير ولكنه قتل عندما وصل مصر. وبالتالي ، لم يكن لدى مصر زواج دبلوماسي تم فيه استقبال رجل أجنبي إلى البلاد.
بعد فترة حكم سمنخ كا رع القصيرة ، من المحتمل أن يكون ابن أخناتون ، حكم توت عنخ آتون ، وهو طفل يبلغ من العمر تسع سنوات ، وتزوج من عنخ إسن آتون الأكبر منها بكثير ، وهي الابنة الثالثة لإخناتون. في حوالي السنة الثالثة من حكمه ، نقل الملك عاصمته إلى ممفيس، وتخلى عن عبادة آتون ، وغير اسمه وأسماء الملكة إلى توت عنخ آمون غنخ إسن آمون. في نقش يسجل تصرفات توت عنخ آمون للآلهة ، توصف فترة العمارنة بأنها فترة بؤس وانسحاب الآلهة من مصر. ربما كان هذا التغيير ، الذي تم إجراؤه باسم الملك الشاب ، من عمل كبار المسؤولين. وكان الأكثر تأثيراً هو آي، المعروف بلقبه أبو آمون، الذي شغل منصب وزير ووصي (يشير لقبه إلى علاقة وثيقة بالعائلة المالكة)، والجنرال حورمحب، الذي كان نائبًا للملك ، والذي يحتوي قبره في الحقارة على مناظر رائعة. من الأسرى الآسيويين يقدمون إلى الملك.
مثلما قام أخناتون بتكييف وتحويل التفكير الديني السائد في عصره ، تأثر رد الفعل على دين العمارنة بالعقيدة المرفوضة. في العقيدة الجديدة ، كانت جميع الآلهة في جوهرها ثلاثة: آمون ، ورع ، وبتاح (الذي أضيف إليه ست لاحقًا)، وفي بعض المعنى النهائي كانوا أيضًا واحدًا. أقرب دليل على هذا الثالوث موجود على بوق توت عنخ آمون ويرتبط بتسمية فرق الجيش الرئيسية الثلاثة بعد هذه الآلهة ؛ لم تكن الحياة الدينية والحياة العلمانية منفصلة. قد يكون هذا التركيز على عدد صغير من الآلهة الأساسية مرتبطًا بتقوى عصر الرعامسة التالية ، لأن كلاهما كان ينظر إلى الكون على أنه متغلغل تمامًا مع الإله.
في عهد توت عنخ آمون ، تم إنجاز قدر كبير من المباني في طيبة. يحمل أعمدة الأقصر الخاصة به نقوشًا تفصيلية لمهرجان الأوبت التقليدي الجميل ؛ قام بتزيين هيكل آخر (الآن فقط سلسلة من الكتل غير المتصلة) بمشاهد تشبه الحرب. وأكد شرعيته بالرجوع إلى أمنحتب الثالث الذي سماه والده. تنبع شهرة توت عنخ آمون الحديثة من اكتشاف مقبره الثري في وادي الملوك. كانت تجهيزات المقابر الخاصة به متفوقة من حيث الجودة على القطع المعروفة من المدافن الملكية الأخرى ، ويمثل العرض الفخم - ذو القيمة الجمالية المتفاوتة - الثروة المصرية في ذروة قوة البلاد.
تم تشييع جنازة توت عنخ آمون في حوالي عام 1323 قبل الميلاد من قبل خليفته ، المسن آي الذي حكم مصر من بعده أربع سنوات (1323 ق.م - 1319 ق.م)، والذي خلفه بدوره حورمحب (1319 ق.م - 1292 ق.م). فك حورمحب العديد من المعالم التي أقامها أخناتون وخلفاؤه ، واستخدم الكتل كملء لأبراج ضخمة في الكرنك. في الكرنك والأقصر ، استحوذ على نقوش توت عنخ آمون عن طريق شحن خراطيش الأخير بخرطوشاته الخاصة. عين حورمحب مسؤولين وكهنة جددًا ليس من عائلات ثابتة بل من الجيش. ركزت سياساته على المشاكل الداخلية. وأصدر لوائح للشرطة تعالج سوء سلوك مسؤولي وموظفي القصر ، وأصلح النظام القضائي وأعاد تنظيم المحاكم وانتخاب قضاة جدد. كما توفي حورمحب دون أن يبقى على قيد الحياة من الأطفال ، بعد أن عين وزيره ، با-را-ميس-سو ، وريثًا له. اعتلى هذا الوزير العرش عام 1292 قبل الميلاد باسم رمسيس الأول، وكان أول ملك في الأسرة التاسعة عشرة.
بحلول نهاية الأسرة الثامنة عشرة ، تغير وضع مصر بشكل جذري. بمساعدة عدم اهتمام إخناتون الواضح بالشؤون الدولية ، وسع الحيثيون نفوذهم تدريجيًا إلى فينيقيا وكنعان ليصبحوا قوة كبرى في السياسة الدولية - قوة كان سيتي الأول وابنه رمسيس الثاني واجهتهما خلال الأسرة التاسعة عشر.

### ذروة المملكة الحديثة
تأسست الأسرة التاسعة عشرة على يد الوزير رمسيس الأول الذي اختاره الملك حورمحب ، آخر حكام الأسرة الثامنة عشر خلفًا له، وينحدر من عائلة عسكرية غير ملكية من دلتا نهر النيل الشرقي ، ومع الأسرة التاسعة عشر كان هناك تحول سياسي إلى الدلتا. كانت فترة حكمه القصيرة بمثابة فترة انتقالية بين حكم حورمحب والملوك الأقوياء لهذه الأسرة ، وعلى وجه الخصوص ، في عام 1292، اعتلى رمسيس الأول العرش وبعد ذلك بوقت قصير جعل سيتي الأول شريكًا له لمساعدته في تولي بعض الواجبات الملكية الأكثر صرامة. بينما خطط ابنه لحملات ضد سوريا في محاولة لاستعادة ممتلكات مصر المفقودة هناك ، أكمل رمسيس زخرفة الصرح الثاني ودهليته في معبد الكرنك العظيم للإله الوطني ، آمون ، في طيبة ، والذي تم بناؤه وزينه جزئيًا. سلفه. كما شارك في بناء القاعة الكبيرة ذات الأعمدة في معبد الكرنك وبدأ زخارفها قبل وفاته بقليل عام 1290. تكشف النقوش أن رمسيس حكم حوالي سنة وأربعة أشهر. تم دفنه في قبر صغير تم تجهيزه على عجل في وادي الملوك في طيبة. في وقت لاحق ، خلال فترة الاضطرابات السياسية ، تم نزع المومياء ونقلها إلى مثوى سري. في أواخر القرن التاسع عشر ، أعيد اكتشاف تلك المقبرة ، لكن بقايا الملك أزيلت من قبل اللصوص. أصبحت المومياء جزءًا من مجموعة متحف صغير في شلالات نياجرا ، كندا، في منتصف القرن التاسع عشر. عندما أغلق المتحف في عام 1999، تم الحصول على المجموعة من قبل متحف مايكل سي كارلوس بجامعة إيموري في جورجيا ، والذي تحقق بعد ذلك من هوية المومياء باسم رمسيس الأول. وفي عام 2003، أعيدت المومياء إلى مصر.
كان سيتي الأول قائدًا عسكريًا ناجحًا أعاد تأكيد سلطته على إمبراطورية مصر الضعيفة في غرب آسيا. تم تقطيع أوصال دولة ميتاني ، وأصبح الحيثيون القوة الآسيوية المهيمنة. قبل التصدي لهم ، وضع سيتي الأساس للعمليات العسكرية في سوريا من خلال القتال في مناطق أبعد جنوبا ضد البدو ودول المدن الفلسطينية. ثم باتباع إستراتيجية تحتمس الثالث ، قام بتأمين المدن الساحلية وخاض معركة واحدة على الأقل مع الملك الحيثي الموطلي واكتسب قادش. على الرغم من نجاح تعامله مع الحيثيين ، إلا أن مصر حصلت على سيطرة مؤقتة فقط على جزء من سهل شمال سوريا. تم إبرام معاهدة سلام مع الحيثيين أرست الحدود في قادش على نهر العاصي بين لبنان وجبال شرق لبنان ، ومع ذلك هاجم الحيثيين قادش واعادوا احتلالها بحلول زمن رمسيس الثاني. أنهى سيتي الأول تهديدًا جديدًا للأمن المصري عندما هزم الليبيين الذين حاولوا دخول الدلتا. كما قام بحملة جنوبية ، ربما إلى منطقة الشلال الخامس.
كان عهد سيتي الأول وقت ازدهار كبير. قام سيتي الأول بترميم عدد لا يحصى من الآثار التي تم تشويهها في فترة العمارنة ، قام بتحصين الحدود ، وفتح المناجم والمحاجر ، وحفر الآبار ، وأعاد بناء المعابد والأضرحة التي انهارت أو تضررت ؛ وواصل العمل الذي بدأه والده في بناء قاعة الأعمدة الكبيرة بالكرنك والتي تعد من أروع آثار العمارة المصرية، وتظهر الزخرفة الراقية لآثاره ، وخاصة معبده في أبيدوس ، نزعة كلاسيكية. كما كلف أيضًا بنقوش بارزة ومبتكرة تظهر مراحل حملاته ، والتي تم حفظها بشكل ملحوظ على الجدار الشمالي لقاعة الأعمدة الكبيرة في الكرنك. هذا التنوع في النهج الفني هو سمة من سمات فترة الرعامسة ، التي كانت تعددية ثقافيا وعرقيا. على الرغم من أن ابنه رمسيس الثاني هو الأكثر شهرة ، يعتقد العديد من العلماء أن سيتي كان أعظم ملوك الأسرة التاسعة عشر.

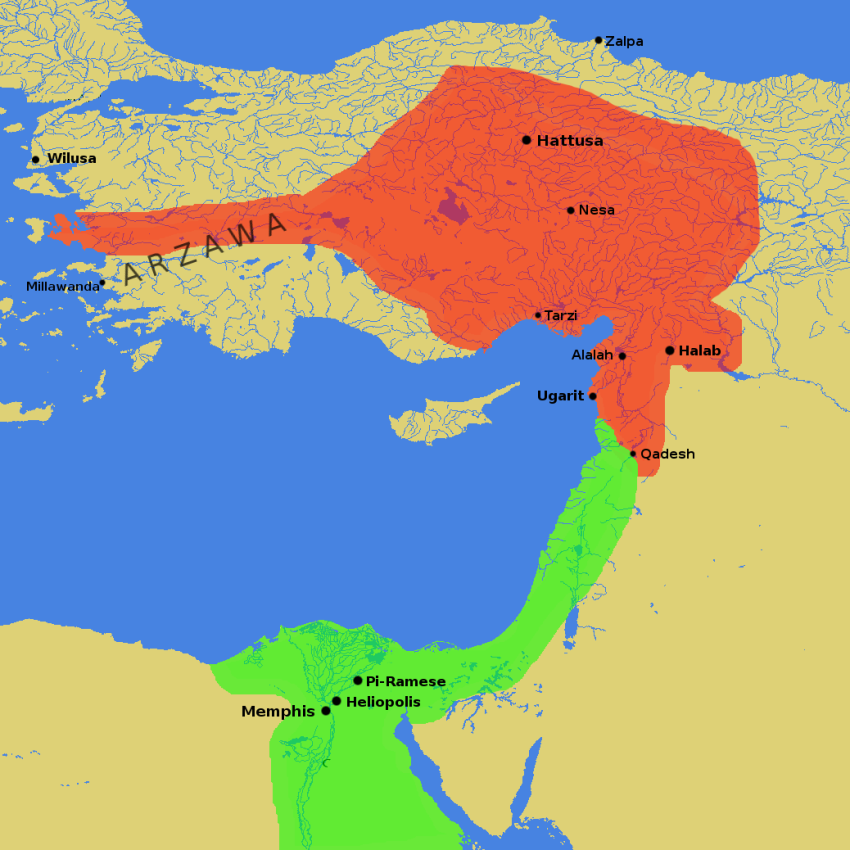
الإمبراطوريات المصرية والحيثية ، في وقت قريب من معركة قادش

قبل وفاته بفترة طويلة ، عين سيتي الأول ابنه رمسيس الثاني، الذي يُطلق عليه أحيانًا رمسيس الكبير ، وليًا للعهد. خلال فترة حكم رمسيس الثاني الطويلة ، كان هناك قدر هائل من المباني ، بدءًا من الصروح الدينية في جميع أنحاء مصر والنوبة إلى العاصمة العالمية الجديدة ، بر-رمسيس، في الدلتا الشرقية. نُحتت خراطيشه في كل مكان ، غالبًا على آثار سابقة. يعطي ميل رمسيس الثاني لتزيين جدران المعبد الشاسعة بمشاهد المعارك الانطباع بأنه ملك محارب عظيم. ومع ذلك ، كانت حملاته قليلة نسبيًا ، وبعد العقد الأول كان عهده سلميًا. وأشهر المشاهد تسجل معركة قادش التي خاضها في عامه الخامس في الحكم. هذه والنصوص المصاحبة الواسعة تقدم المعركة على أنها انتصار مصري. في السنوات اللاحقة خاض رمسيس الثاني حملته في سوريا. بعد عقد من الجمود ، تم إبرام معاهدة سلام في سنته الحادية والعشرين مع الملك الحيثي هاتوسيليس الثالث. شجع صعود آشور والاضطرابات في غرب الأناضول الحيثيين على قبول هذه المعاهدة ، في حين أن رمسيس الثاني ربما كان يخشى تهديدًا ليبيًا جديدًا للدلتا الغربية. النسخ المصرية والحيثية من المعاهدة باقية. وقد اشتملت على نبذ المزيد من الأعمال العدائية ، وتحالفًا متبادلًا ضد الهجوم الخارجي والتمرد الداخلي ، وتسليم الفارين من العدالة. تم استدعاء آلهة الأرضين كشهود. تم تعزيز المعاهدة بعد 13 عامًا من خلال زواج رمسيس الثاني من أميرة حيثية.
لأول مرة منذ أكثر من ألف عام ، تم تمثيل الأمراء بشكل بارز في المعالم الأثرية. اشتهر ابن رمسيس الثاني ، خعمواس، بأنه كبير كهنة بتاح في ممفيس. قام بترميم العديد من المعالم الأثرية في منطقة ممفيس ، بما في ذلك الأهرامات والمعابد الهرمية لــ المملكة المصرية القديمة، وشيدت مبانٍ بالقرب من السرابيوم في سقارة. تم الاحتفال به في العصر الروماني باعتباره حكيمًا وساحرًا وأصبح بطل سلسلة من القصص. كانت هناك حملات عقابية ضد إدوم وموآب والنقب وحرب أكثر خطورة ضد الليبيين الذين كانوا يحاولون باستمرار غزو الدلتا والاستيطان فيها. من المحتمل أن يكون رمسيس قد لعب دورًا شخصيًا في الحرب الليبية ولكن ليس في الحملات الصغيرة. يبدو أن الجزء الأخير من الحكم كان خاليًا من الحروب.
أحد مقاييس ازدهار مصر هو مقدار بناء المعابد الذي يمكن للملوك تحمله ، وعلى هذا الأساس فإن عهد رمسيس الثاني هو الأبرز في التاريخ المصري ، حتى أنه يخصص لطوله الكبير. كان هذا ، جنبًا إلى جنب مع براعته في الحرب كما هو موضح في المعابد ، هو الذي دفع علماء المصريات في القرن التاسع عشر إلى تسميته بـ «العظيم»، وهذا ، في الواقع ، كان ينظر إليه رعاياه وأسلافه ؛ بالنسبة لهم كان الملك بامتياز. تسعة ملوك من الأسرة العشرون أطلقوا على أنفسهم اسمه. حتى في فترة الانحدار التي أعقبت ذلك ، كان شرفًا أن أكون قادرًا على ادعاء النسب منه ، وكان رعاياه يسمونه بالاختصار الحنون سيسي. في مصر أكمل قاعة الأعمدة الكبيرة في الكرنك (طيبة) واستمر في العمل في المعبد الذي بناه سيتي الأول في أبيدوس ، وكلاهما تُرك غير مكتمل عند وفاة الأخير. أكمل رمسيس أيضًا المعبد الجنائزي لوالده على الضفة الغربية لنهر النيل في الأقصر (طيبة) وبنى واحدًا لنفسه ، والذي يُعرف الآن باسم الرامسيوم. بنى في أبيدوس هيكلاً خاصًا به ليس بعيدًا عن معبد أبيه. كانت هناك أيضًا أربعة معابد رئيسية في مدينته ، ناهيك عن الأضرحة الصغرى.
في النوبة شيد ما لا يقل عن ستة معابد ، من بينها الاثنان المنحوتان من منحدر في أبو سمبل، مع تماثيلهم الأربعة الضخمة للملك ، هي أروع وأشهرها. بدأ العمل الأكبر بين الاثنين في عهد سيتي الأول ولكن تم إتمامه إلى حد كبير من قبل رمسيس ، في حين أن الآخر كان بالكامل بسبب رمسيس. كما أسس أيضًا العاصمة الجديدة في الدلتا في عهده كانت تسمى بر-رمسيس. كان في السابق بمثابة قصر صيفي في عهد سيتي الأول.
شيد رمسيس الثاني العديد من المعالم الأثرية ، بما في ذلك المجمع الأثري لـ أبو سمبل والمعبد الجنائزي المعروف باسم الرمسيوم. لقد بنى على نطاق هائل ليضمن أن إرثه سيصمد أمام ويلات الزمن.استخدم رمسيس الفن كوسيلة للدعاية لانتصاراته على الأجانب ، والتي صورت على العديد من نقوش المعبد. نصب رمسيس الثاني تماثيل ضخمة لنفسه أكثر من أي فرعون آخر ، كما اغتصب العديد من التماثيل الموجودة بنقش خرطوش عليها.يعود تاريخ العديد من مشاريع البناء هذه إلى سنواته الأولى ويبدو أنه كان هناك تدهور اقتصادي كبير في نهاية حكمه الذي دام 66 عامًا.
لا يُعرف شيئًا عن حياة رمسيس الشخصية. كانت ملكة جماله الأولى وربما المفضلة نفرتاري. كان المعبد الأصغر في أبو سمبل مخصصًا لها. يبدو أنها ماتت في وقت مبكر نسبيًا من الحكم ، وقبرها الجميل في وادي الملكات في طيبة معروف جيدًا. الملكات الأخريات اللاتي تم الاحتفاظ بأسمائهن هن إست نفرت، التي أنجبت للملك أربعة أبناء ، من بينهم مرنبتاح خليفة رمسيس ؛ ميرت آمون. ومات نفرو رع، الأميرة الحيثية. بالإضافة إلى الملكة أو الملكات الرسمية ، كان للملك حريم كبير ، كما هو معتاد ، وكان يفتخر بعائلته الكبيرة التي تضم أكثر من 100 طفل. أفضل صورة لرمسيس الثاني هي تمثال رائع له عندما كان شابًا ، موجود الآن في المتحف المصري بتورينو ؛ مومياءه المحفوظة بالمتحف المصري بالقاهرة هي لرجل عجوز ذو وجه ضيق طويل وأنف بارز وفك ضخم.
يمثل عهد رمسيس الثاني ذروة القوة الإمبريالية لمصر. بعد وفاته ، اضطرت مصر إلى الدفاع لكنها تمكنت من الحفاظ على سيطرتها على فلسطين والأراضي المجاورة حتى الجزء الأخير من الأسرة العشرون ، عندما أنهت هجرة شعوب البحر المتشددة إلى بلاد الشام قوة مصر خارج حدودها.
وكان مرنبتاح الابن الثالث عشر لرمسيس الثاني وقد خلفه في الحكم من بعده. تتناول العديد من نقوش مرنبتاح ، ذات الأسلوب الأدبي غير العادي ، هجوم على الدلتا الغربية في عامه الخامس من قبل الليبيين ، بدعم من مجموعات من شعوب البحر الذين سافروا من الأناضول إلى ليبيا بحثًا عن منازل جديدة. هزم المصريون هذه الكونفدرالية واستقروا في المعسكرات أسرى ليعملوا كمرتزقة للمصريين. كان مرنبتاح قادرًا على الاحتفاظ بمعظم ممتلكات مصر ، على الرغم من أنه اضطر في وقت مبكر من عهده إلى إعادة تأكيد السيادة المصرية في فلسطين ، مما أدى إلى تدمير جيزر في هذه العملية. تدل على العلاقات السلمية مع الحثيين واحترام معاهدة رمسيس الثاني من خلال إرسال مرنبتاح للحبوب إليهم أثناء المجاعة والمساعدات العسكرية المصرية في حماية الممتلكات الحثية في سوريا.
عند وفاة مرنبتاح ، تنافست الفصائل المتنافسة داخل العائلة المالكة على الخلافة. كان على سيتي الثاني ابن مرنبتاح (حكم من 1204 إلى 1198 قبل الميلاد) أن يواجه مغتصبًا يدعى أمن‌مسه، تمرد في النوبة وتم قبوله في صعيد مصر. تم تنصيب خليفته ، سبتاح، على العرش من قبل كبير الخدم الملكي السوري ، باي ، الذي أصبح مستشارًا لمصر. خلفت سبتاح أرملة سيتي الثاني توسرت، التي حكمت كملكة من 1191 إلى 1189 قبل الميلاد ، بعد سنوات حكمها منذ وفاة سيتي الثاني ، الذي أعادت اسمه إلى سبتاح. يلمح وصف في بردية لاحقة لنهاية الأسرة إلى مغتصب سوري ، ربما باي ، الذي أخضع الأرض لضرائب قاسية وعامل الآلهة على أنها بشر بلا قرابين في معابدهم. شهدت فترة من الفوضى في نهاية عهد توسرت القصير حتى تولى ست ناختي وأسس الأسرة العشرين.

### السنوات الأخيرة من السلطة
تمت استعادة النظام من قبل رجل من أصل غامض ، ست ناختي، مؤسس الأسرة المصرية العشرون ، الذي استولى على مقبرة توسرت في وادي الملوك. يروي نقش لست ناختي نضاله من أجل تهدئة الأرض ، والذي انتهى في الثانية من سنوات حكمه الثلاث.
كان رمسيس الثالث، ابن ست ناختي ، آخر الملوك العظماء من المملكة المصرية الحديثة. هناك مشاكل في تقييم إنجازاته لأنه قلد رمسيس الثاني ونسخ العديد من مشاهد ونصوص رمسيس الثاني في معبده الجنائزي في مدينة هابو، أحد أفضل المعابد المحفوظة في فترة الإمبراطورية. وهكذا ، فإن تاريخية بعض الحروب النوبية والسورية التي تم تصويرها على أنها منجزاته موضع شك. ومع ذلك ، فقد خاض معارك كانت أكثر حسما من أي معارك خاضها رمسيس الثاني. في عامه الخامس هزم رمسيس الثالث غزوًا ليبيًا واسع النطاق للدلتا في معركة قتل فيها الآلاف من الأعداء.
كان الخطر الأكبر يكمن في الشمال ، حيث كان اتحاد شعوب البحر يتقدم عن طريق البر والبحر نحو مصر. سافر هذا التحالف من الشعوب المجهولة جنوبًا في أعقاب تدمير الإمبراطورية الحيثية. في سنته الحاكمة الثامنة ، اشتبك رمسيس الثالث معهم بنجاح على حدودين - معركة برية في فلسطين واشتباك بحري في أحد أفواه الدلتا. بسبب هذين الانتصارين ، لم تمر مصر بالاضطراب السياسي أو تشهد التقدم التقني السريع في أوائل العصر الحديدي في الشرق الأدنى. بعد إجبار شعوب البحر على الابتعاد عن حدود مصر ، أبحروا باتجاه الغرب ، وربما أعطت بعض مجموعاتهم أسماءهم إلى الصقليين وسردينيا وأتروسكان ، في المنطقة الساحلية الجنوبية الفلسطينية في منطقة كان طريق التجارة البرية المؤدي إلى سوريا مهددا بهجمات البدو الرحل. استقرت هذه الجماعات في البداية لحماية المصالح المصرية ، ثم أصبحت فيما بعد مستقلة عن مصر. استخدم رمسيس الثالث بعض هذه الشعوب كمرتزقة ، حتى في المعركة ضد أقاربهم. في عامه الحادي عشر ، نجح في صد غزو ليبي عظيم آخر من قبل المشواش. تم توطين أسرى الحرب المشواش ، الذين يحملون اسم الملك ، في معسكرات عسكرية في مصر ، وفي القرون اللاحقة أصبح أحفادهم مهمين سياسيًا بسبب تماسكهم العرقي ودورهم العسكري. كانت الموارد الاقتصادية لمصر تتراجع في ذلك الوقت. في عهد رمسيس الثالث ، حصلت ملكية آمون على خُمس كمية الذهب التي كانت في عهد تحتمس الثالث ، أعقب ذلك عامين آخرين من السلام ، لكن في العام الحادي عشر لرمسيس ، تسلل تحالف جديد من الليبيين القدماء إلى الدلتا الغربية. اضطر إلى شن حرب أخرى ، وهزم الليبيين بعد أسر زعيمهم. بعد هذا الصراع الأخير ، تمكن رمسيس من إنهاء معبده الجنائزي الكبير وقصره ومجمعه البلدي في مدينة هابو ، غرب طيبة. كما قام ببناء إضافات إلى الكرنك ، مجمع معبد طيبة العظيم ، وشجع التجارة والصناعة ، وأرسل بعثة تجارية بحرية إلى بلاد بونت ، واستغل مناجم النحاس في سيناء وربما أيضًا مناجم الذهب في مصر. النوبة ، محافظة مصر إلى الجنوب.
بعد عهد وسطى مزدهر ، أزعجت الصعوبات الإدارية والتآمر سنوات رمسيس الأخيرة. حوالي العام 28 من حكم الملك ، أطيح بوزير مصر السفلى بسبب الفساد. وبعد مرور عام ، أضرب العمال العاملون في المقابر الملكية في طيبة بسبب التأخير في إيصال حصصهم الشهرية. فقط تدخل وزير مصر العليا ، الذي تولى المسؤولية عن البلد كله ، أنهى توقف العمل. فإن جودة البناء تنبئ بالانحدار. قرب نهاية عهده ، أدى عدم الكفاءة الإدارية والوضع الاقتصادي المتدهور إلى فشل الحكومة في توصيل حصص الحبوب في الوقت المحدد لعمال المقابر ، الذين تم التعبير عن استيائهم في المظاهرات وفي أول إضرابات مسجلة في التاريخ. استمرت هذه المظاهرات بشكل متقطع في جميع أنحاء الأسرة.
قرب نهاية عهد رمسيس الثالث ، خططت إحدى زوجاته الثانويات لاغتيال الملك في سعيها لوضع ابنها على العرش.شارك في المؤامرة أفراد القصر والحريم والمسؤولون الحكوميون وضباط الجيش. وشكلت محكمة خاصة من 12 قاضيا لمحاكمة المتهمين الذين حكم عليهم بالإعدام. تظهر المصادر المكتوبة أن الانقلاب فشل وأن المتآمرين تمت محاكمتهم بنجاح. ومع ذلك ، لم يتضح من الوثائق ما إذا كان رمسيس قد نجا من محاولة الاغتيال. لم تظهر على مومياء الملك أي جروح واضحة ، وتركت الأسئلة حول مصيره مفتوحة للتكهنات لسنوات عديدة. في عام 2012 أعلن الباحثون أن الأشعة المقطعية قد كشفت عن وجود جرح عميق في سكين في حلق المومياء ، مما يشير إلى أن رمسيس قُتل بالفعل على يد المتآمرين. توفي في طيبة في العام 32 من حكمه وخلفه ولي العهد رمسيس الرابع.
عند توليه الحكم ، جمع رمسيس الرابع وثيقة مطولة (بردية هاريس) تسجل هدايا والده رمسيس الثالث للآلهة ، وبركات لابنه ، ومسحًا عن حكمه. بعد ذلك بوقت قصير ، أجرى الملك الجديد برنامج بناء واسع النطاق. في عامه الأول ، تم مسح المحاجر (الحجر الرملي الخشن) في وادي حامات شرق قبطس (قيفي الحديثة) في مصر العليا ، وأعيد فتحها لاستخراج أحجار البناء. وحدث المزيد من أعمال المحاجر في العام التالي ، وبدأ قطع القبر الملكي بعد مضاعفة عصابة العمال المعينين به. حدث أكبر نشاط في السنة الثالثة من حكمه ، عندما قامت ثلاث بعثات باستخراج الأحجار في وادي حامات ، بما في ذلك واحدة تتكون من 8368 رجلاً ، منهم 5000 جندي ، بقيادة كبير كهنة آمون ، رمسيسناخت. أنشأ الملك معبدين في دير البحري في طيبة الغربية ، أحدهما كان معبدًا جنائزيًا ضخمًا ، لو تم الانتهاء منه ، كان من الممكن أن يكون الأكبر على الإطلاق. كما أكمل زخرفة الهيكل والغرف المحيطة به في معبد خونس بالكرنك. ترك النقوش في أماكن كثيرة في جميع أنحاء مصر.
شهدت فترة الرعامسة اتجاهًا نحو تكوين العائلات الكهنوتية الكبرى ، والتي حاول الملوك أحيانًا مواجهتها من خلال تعيين رجال خارجيين في الكهنوت الأعلى. نشأت إحدى هذه العائلات في رمسيسناخت ، نجل خادم ملكي ، كرئيس كهنة في طيبة. شارك رمسيسناخت في الشؤون الإدارية والكهنوتية. قاد بنفسه رحلة استكشافية إلى وادي حمامات (وادي روض سعيد حاليًا) في الصحراء الشرقية، وأشرف في طيبة على توزيع الحصص على العمال الذين يزينون القبر الملكي. في عهد رمسيس الخامس، لم يكن ابن رمسيسناخت وكيلًا لآمون فحسب ، بل شغل أيضًا منصب مدير الأراضي الملكية ورئيس الضرائب. وهكذا ، اكتسبت هذه العائلة سلطة واسعة على ثروة آمون وعلى مالية الدولة ، ولكن إلى أي مدى هذه السلطة الملكية المهددة غير مؤكد. جزء من مشكلة تقييم الدليل هو أن تاريخ رعامسة يُنظر إليه من خلال تحيز طيبة ، لأن طيبة هي المصدر الرئيسي للمعلومات. الأدلة من مصر السفلى ، حيث يقيم الملك عادة ، هزيلة لأن الظروف هناك كانت غير مواتية للحفاظ على الآثار أو البرديات.
تحتوي بردية طويلة من عهد رمسيس الخامس على معلومات قيمة عن ملكية الأرض والضرائب. في رمسيد مصر ، كانت معظم الأراضي ملكًا للدولة والمعابد ، بينما عمل معظم الفلاحين كمزارعين مستأجرين. يفسر بعض العلماء هذه الوثيقة على أنها تشير إلى أن الدولة احتفظت بحقها في فرض ضرائب على ممتلكات المعبد ، بما يقدر بعُشر المحصول. كان رمسيس الخامس خليفة وربما ابن رمسيس الرابع وحكم لفترة وجيزة فقط. كان كهنوت آمون في صعود في عهد رمسيس الخامس: كما تشهد عليه بردية ويلبور ، وهي مسح رئيسي للأراضي ووثيقة تقييم ضريبي مؤرخة في السنة الرابعة من عهد رمسيس الخامس ، كان معبد آمون في الكرنك يسيطر على جزء كبير من أراضي مصر ، المبالغ التي يحتفظ بها معبد رع في هليوبوليس ومعبد بتاح في ممفيس.
واصل الملك بناء معبد رمسيس الرابع الشاسع في دير البحري في طيبة الغربية ، والذي ربما أصبح نصب تذكاري جنائزي له. لكن عند وفاته ، لم يتم دفن رمسيس حتى السنة الثانية لخليفته. نظرًا لأن طقوس الدفن المصرية كانت تدوم عادة 70 يومًا ، فقد توفي الملك بعد خلعه أو أن قبره كان غير مكتمل عند وفاته ، مما أجبر خليفته على تأخير دفنه. نظرًا لأن عصابة قاطعي المقابر الملكية لا تزال تضم 120 رجلاً تحت قيادة رمسيس الخامس ، فإن البديل السابق هو الأكثر احتمالًا. علاوة على ذلك ، فإن الإشارات إلى الحرب الداخلية الواردة في مذكرات من طيبة الغربية تعود إما إلى عهد رمسيس الخامس أو عهد خليفته.
تشير مومياء رمسيس الخامس إلى أن الملك ربما مات في سن مبكرة بسبب الإصابة بالجدري ، لكن رأسه يظهر أيضًا جرحًا كبيرًا أصيب به قبل الموت أو بعده بفترة وجيزة. اغتصب رمسيس السادس ، وهو على الأرجح ابن رمسيس الثالث ، الكثير من أعمال أسلافه ، بما في ذلك قبر رمسيس الخامس. تشير بردية إلى حرب أهلية محتملة في طيبة. بعد وفاة رمسيس الثالث والهجرات المعطلة في أواخر العصر البرونزي ، تلاشت الإمبراطورية المصرية في آسيا بسرعة ، ورمسيس السادس هو آخر ملوك يظهر اسمه في مناجم الفيروز في سيناء.
حكم رمسيس السابع بعد أبيه رمسيس السادس، تم تخصيص وثيقتين ، أحدهما سجل السفينة والآخر حساب يتعلق بشحن ضرائب الحبوب إلى طيبة ، في عهد رمسيس السابع. يكشف أحدهما أن العقارات الشاسعة للإله آمون ، المنتشرة في جميع أنحاء مصر ، جمعت مبلغًا كبيرًا من الضرائب التي تم تحويلها إلى معبده في طيبة ، ويشير النص الآخر إلى أنه خلال هذا العهد ارتفعت أسعار السلع. ابتداءً من السنة الرابعة من حكمه ، ارتفعت أسعار الحبوب بشكل حاد إلى ثلاثة أضعاف مستوياتها السابقة. ومع ذلك ، في الوقت نفسه ، كشفت كلتا الوثيقتين أن حركة مرور نهر النيل كانت تمر دون عوائق بين مصر العليا ومصر السفلى. تم إعادة تجميع ورق بردي اقتصادي آخر مجزأ بشكل كافٍ لإظهار أن رمسيس السابع حكم سبع سنوات. كما يؤكد التضخم المثبت في المستندات الأخرى. لا تزال مقبرة رمسيس السابع في وادي الملوك في طيبة تحتوي على تابوت فارغ.
خلف رمسيس السابع رمسيس الثامن، وقد وضع بعض المؤرخين المعاصرين هذا الملك قبل رمسيس السابع ، متبعين قائمة الأمراء - أحفاد رمسيس الثالث ، الذين صوروا في معبد ذلك الفرعون في مدينة هابو في طيبة الغربية - والتي يظهر اسمه مباشرة بعد اسم رمسيس السادس ، مما يعني أنه كان الخليفة المباشر لرمسيس السادس. ومع ذلك ، فإن الدراسة الدقيقة للوثائق الاقتصادية لهذه الفترة ، وحقيقة أن رمسيس السابع معروف بأنه ابن رمسيس السادس ، تثبت وجهة النظر القديمة بأن فترة حكم رمسيس الثامن القصيرة تلا فترة رمسيس السابع. بخلاف المرجع في معبد جده الأكبر ، لا يُعرف رمسيس الثامن إلا من خلال ذكر لوحة وجعران واحد. لم يتم العثور على قبره ، إذا كان يمتلك بالفعل واحدة ، في وادي قبور الملوك في طيبة.
وخلف رمسيس الثامن رمسيس التاسع، وفي عهده مارس أمنحتب ، رئيس كهنة آمون ، العديد من الوظائف الدينية والحكومية في طيبة ، بينما ظل رمسيس التاسع بشكل شبه مستمر في عاصمته في دلتا نهر النيل. بدأ اللصوص الليبيون من قبيلتين في إزعاج منطقة طيبة في السنة الثامنة من حكمه ، وبعد خمس سنوات تسببوا في توقف العمل في طيبة الغربية ؛ فيما بعد اخترقوا في الواقع شرق طيبة. أدى فشل الحكومة في دفع حصص الإعاشة لعدة أشهر لموظفي المقابر في طيبة الغربية إلى قيام العمال الأفقر بنهب المقابر ، وظل سعر الحبوب مرتفعاً ، على الرغم من انخفاضه قليلاً عن مستويات الذروة التي كانت عليه في عهد سلف رمسيس التاسع. من خلال كل هذه الصعوبات ، ظل رمسيس التاسع يسيطر على النوبة ، على الرغم من احتفاظه بمقر إقامته على ما يبدو بشكل رئيسي في الدلتا. على الرغم من أنه تم اقتراح فترة حكم لمدة 19 عامًا له ، إلا أنه لم يتم تسجيل أي حوادث خلال العامين الماضيين.
وحكم رمسيس العاشر بعد رمسيس التاسع، تم إثبات سنة واحدة فقط من حكمه ، من خلال يوميات من عامه الثالث ، وجدت في طيبة الغربية. ويكشف عن أن قاطعي المقابر كانوا عاطلين عن العمل لفترات طويلة ، وذلك لأن الليبيين كانوا يتجولون في المنطقة ولأن الحصص المستحقة للعمال كانت متأخرة. وفقًا لأحد المداخلات ، رفض العمال رفضًا قاطعًا إطاعة حتى أمر أصدره الوزير نفسه. ربما كان الكاهن الأكبر لآمون ، الذي يُشار إليه غالبًا في اليوميات ، هو أمنحتب ، الذي نجا حتى العهد التالي.
ثم جاء رمسيس الحادي عشر آخر ملوك الأسرة المصرية العشرون والمملكة المصرية الحديثة خلفا لرمسيس العاشر، وخلال فترة حكمه ، تسببت عصابات الغزاة من الليبيين في لجوء الكثير من سكان طيبة الغربية إلى داخل معبد رمسيس الثالث المحصن في مدينة هابو ، وفي فترات مختلفة لم يكن هناك رئيس كهنة لآمون ؛ حتى رئيس الكهنة أمنحتب أطيح به من منصبه لمدة ثمانية أشهر. مع إخلاء رئيس الكهنة ، تفكك مجتمع طيبة في شبه فوضى. انتشر السطو على المقابر ، واخترق حتى وادي الملوك. عبرت العصابات النهر من شرق طيبة للمشاركة في أعمال النهب. على الضفة الغربية ، نهب الكهنة وموظفو المقابر المعابد الجنائزية للأسر التاسعة عشر والعشرون. يبدو أن أمنحتب أعاد إلى مكتبه من قبل نائب الملك في كوش ، بنهاسي ، الذي تمرد فيما بعد ضد رمسيس الحادي عشر وانتزع السيطرة على منطقة طيبة. ابتداء من العام التاسع عشر من حكم الملك ، أعاد حريحور، القائد الجديد ، النظام وأصبح رئيس كهنة آمون.
سرعان ما انتحل حريحور بالألقاب التي كان بينهيسي يحملها في وقت سابق ، بل إنه أضاف لقب الوزير. في معبد خونس في طيبة ، استولى بالفعل على اللقب الملكي الكامل. عندما توفي خلفه الجنرال بيانك كرئيس كهنة ، دون أن يكون قد حصل على الملكية الكاملة باستثناء ولاية طيبة. شن بيانك حربًا فاشلة ضد بينهيسي في النوبة ، وخسر المقاطعة لصالح مصر. أكمل رمسيس الحادي عشر 27 عامًا على الأقل من الحكم. عند وفاته ، بقي قبره في طيبة غير مكتمل وظل شاغراً ، وانتقلت مصر إلى أسرتين منفصلتين جديدتين.
مع انكماش الإمبراطورية المصرية ، انقطع المعروض من الفضة والنحاس ، وانخفضت كمية الذهب التي تدخل الاقتصاد بشكل كبير. في عهد رمسيس التاسع ، وجد أن سكان طيبة الغربية قد نهبوا مقابر الملوك والنبلاء (وهي ممارسة شائعة بالفعل في الفترة)؛ استمر السلب في عهد رمسيس الحادي عشر ، وحتى المعابد الجنائزية الملكية جُردت من أثاثها القيم. استدعيت القوات النوبية لاستعادة النظام في طيبة ، وساهموا هم أنفسهم في نهب الآثار. جلب هذا النهب الذهب والفضة الطازج إلى الاقتصاد ، وارتفع سعر النحاس. وانخفض سعر الحبوب الذي تضخم.
تزامن نمو السلطة الكهنوتية في عهد الرعامسة مع تزايد التدين الصريح. أصبحت المقابر الخاصة ، التي كانت معظم زخارفها علمانية حتى ذلك الحين ، تشمل فقط المشاهد الدينية. تم استدعاء الوحي في العديد من أنواع القرارات ؛ والرسائل الخاصة تحتوي على إشارات متكررة للصلاة والزيارات المنتظمة للمعابد الصغيرة لأداء الطقوس أو استشارة الوحي. العبارة الشائعة المستخدمة في الحروف ، «أنا بخير اليوم ؛ الغد في يد الله ،» يعكس روح العصر. هذه القدرية ، التي تؤكد أن الإله قد يكون متقلبًا وأنه لا يمكن معرفة رغباته ، هي أيضًا نموذجية لنصوص تعليمات المملكة المصرية الحديثة ، والتي تُظهر تغييرًا ملحوظًا عن أسلافهم في المملكة المصرية الوسطى من خلال الانتقال نحو السلبية والهدوء الذي يناسب أقل. عمر باهظ الثمن.
تُظهر بعض المواد الدينية في فترة الرعامسة تغييرات في اتفاقيات العرض ، وبعض الفئات ليس لها مثيل في السجل السابق الأقل وفرة ، ولكن التحول حقيقي وواضح. في فترات لاحقة ، أصبح المجتمع المصري ، الذي كانت قيمه تميل في السابق إلى أن تكون مركزية وعلمانية وسياسية ، أكثر قاعدة محلية وأكثر انتشارًا من قبل الدين ، متطلعًا إلى المعبد باعتباره المؤسسة الرئيسية. بينما كان رمسيس الحادي عشر لا يزال ملكًا ، توفي حريحور وخلفه بيانك ، وهو رجل من نفس الخلفية العسكرية ، كرئيس كهنة. تحكي سلسلة من الرسائل من طيبة عن المغامرة العسكرية لبيانخ في النوبة ضد نائب الملك السابق لكوش بينما كانت مصر على وشك فقدان السيطرة على الجنوب. مع وفاة رمسيس الحادي عشر ، أصبح حاكم تانيس سمندس ملكًا ، مؤسسًا الأسرة المصرية الحادية والعشرون.
يعود تاريخ العديد من الأعمال الأدبية إلى فترة الرعامسة. تم نسخ الأعمال السابقة في مصر الوسطى في المدارس وفي نسخ جيدة من ورق البردي ، وتم تأليف نصوص جديدة في أواخر العصر المصري. من بين هذه القصص الأخيرة ، العديد من القصص ذات المحتوى الأسطوري أو الاستعاري ، والتي تنظر إلى النماذج الشعبية بدلاً من الأنواع الأدبية المكتوبة المتقنة للمملكة المصرية الوسطى.

## طيبة مركزا للحضارة
تمتعت مصر في عصر هذه الامبراطورية برخاء وثروة ومجد منقطع النظير وغدت عاصمتها طيبة مركزا للحضارة الإنسانية وعاصمة للعالم. وبدت طيبة في عهد الملك تحتمس الثالث في أبهى صورها وازدانت بالمعابد والهياكل والمسلات والتماثيل. واهتم الملك حورمحب بإصدار العديد من القوانين التي تنظم العلاقة بين الفرد والسلطة الحاكمة.الحاكمة. يتوافق فن الدولة المصرية الحديثة (1550 ق.م - حوالي 1077ق.م) مع عهود السلالات 18 و 19 و 20 في الإمبراطورية المصرية الجديدة. وصلت مصر إلى الذروة في الفن في هذا العصر.في الواقع ، بعد هذه الفترة الطويلة من النفوذ في الفترة الانتقالية الثالثة ، لن يكون لدى تلك الفترة المتأخرة الوسائل لمثل هذه الإنجازات في الفنون. تمثل هذه الفترة أيضًا انقطاعًا واضحًا بعد الفترة الانتقالية الثانية للإنتاجات التي تكشف عن حالة مجتمع في حالة اضطراب.
هذه هي الفترة العظيمة للعمارة الجنائزية ، بعد عصر أهرامات الدولة القديمة. في وادي الملوك ، نحتت هذه الأحجام المعمارية في سفح الجبل ، وبالنسبة لبعضها ، بُنيت أمام الفتحة ، مثل المعبد الجنائزي حتشبسوت وقبره في الدير البحري ، قليلاً عند جنوب وادي الملوك ، ينحني على صخرة وجه جبل ، وهو بمثابة هرم هائل.
كشف كنز توت عنخ آمون لعيون العالم المبهرة طوفانًا حقيقيًا من الذهب والأحجار ، وعمل بفن مذهل. الأشياء الرائعة ، التطعيم ، الخزف ، تراكم الجواهر. وقد حافظ وجه هذا الشاب على كمال الشباب. تتمتع العديد من منحوتات الدولة الحديثة بهذه الصفة من الطبيعة المذهلة. من ناحية أخرى ، في زمن الفرعون أمنحتب الرابع «أخناتون»، هذه أجسام أعيد تصميمها بشكل غريب تبدو غير محتملة بالنسبة لنا. كل هذه البورتريهات ، كل هذه الأجساد تستحق التساؤل حول درجة علاقتها بالواقع ، على وجه التحديد ، علميًا. ليست الصورة الشهيرة لنفرتيتي ، زوجة أمنحتب الرابع ، هي المشكلة الوحيدة. لكن البحث العلمي القائم على المجموعات المدرجة جيدًا الآن ، يجعل من الممكن طرح فرضيات مدعومة بدقة بشكل متزايد.
يحتفظ فن النقش الغائر وأشكال الإغاثة الأخرى ، الجداريات أو الأشياء ، بصورة «مصرية» أكثر نموذجية ، مثل العين الأمامية والوجه في المظهر الجانبي. . الحلول التي تتجاهل وجهة نظرنا غنية بشكل لا يصدق في هذا الوقت. لكن هذه الفترة تكشف أيضًا عن مفاجآت. لا تشير الغرفة الجنائزية لتحتمس الثالث في وادي الملوك إلى أي شيء معروف. هذه رسومات ينشط فيها جميع الأشخاص ، ويتم رسمها بإيماءة محكومة تمامًا ، ولكن دون أي إشارة إلى الحجم. ثم هناك أيضًا العديد من الرسومات الصغيرة ، على قطع من الحجر الجيري ، وأحيانًا على أجزاء من الفخار ، «أوستراكا». كما هو الحال في الصفحات الممزقة من كراسة الرسم ، ضاعف المصمم المصري مقالاته ورسوماته ورسوماته التي يبدو أحيانًا أنها قد التقطت على الفور. نلتقي هناك أيضًا بما يبدو لنا أنه رسوم توضيحية للحكايات أو الخرافات المسلية. تم العثور عليها أيضًا على ورق البردي ، وهي مضحكة ولكنها غامضة.
عمارة الإمبراطورية المصرية
قرب نهاية الفترة الانتقالية الثانية (1650-1550)، بدأ حكام طيبة (الأسرة السابعة عشر) بطرد ملوك الهكسوس (الأسرة الخامسة عشر) من الدلتا. وهكذا قام أحمس الأول بإعادة توحيد مصر مرة أخرى ، مبشرًا في عصر الدولة الحديثة - العصر الثالث العظيم للثقافة المصرية. شن خلفاء الأسرة الثامنة عشر لأحمس حملات عسكرية مدت نفوذ مصر إلى الشرق الأدنى وأقامت السيطرة المصرية على النوبة كلها ، حتى الشلال الرابع. نتيجة لذلك ، امتلك فراعنة الدولة الحديثة ثروة لا يمكن تصورها ، قدموا الكثير منها لآلهتهم ، ولا سيما لآمون رع ، بما في ذلك معبد الكرنك تم توسيعه من قبل الأجيال المتعاقبة من الحكام المصريين وامتلأ بالتماثيل النذرية التي أمر بها الملوك ورجال الحاشية.
على الرغم من أن حكام الأسرة التاسعة عشرة أسسوا عاصمة إدارية بالقرب من مقر إقامتهم ، إلا أن طيبة ظلت مركزًا ثقافيًا ودينيًا في الدلتا. بنى الفراعنة معابد الدفن الخاصة بهم هنا ودُفنوا في مقابر ضخمة منحوتة في الصخر. تم تزيينها بلوحات أو نقوش مرسومة توضح النصوص الدينية المتعلقة بالحياة بعد الموت. تأسست مدينة دير المدينة غرب طيبة للفنانين الذين صنعوا كل هذه المقابر. في هذا الموقع ، تركوا ثروة من المعلومات حول كيف يمكن أن تكون الحياة في مجتمع مصري قديم من الحرفيين ، وأحيانًا على مستوى عالٍ جدًا ، وعمال متخصصين إلى حد ما.
اشتهرت المملكة الحديثة بشكل خاص بالهندسة المعمارية الضخمة والتماثيل التي تكرّم الآلهة والفراعنة ، وهي فترة قرابة 500 عام من الاستقرار السياسي والازدهار الاقتصادي ، كما أنتجت وفرة من الروائع إبداعات فنية تم إنشاؤها للاستخدام من قبل أفراد غير ملكي ، ومنحوتات ظلت كنماذج في قرية الحرفيين في دير المدينة ، وأعمال فنية مدهشة بالإضافة إلى رسومات مرسومة على رقائق حجرية أو مزهريات مكسورة (أوستراكا)، رسومات سريعة مثل الصور الفوتوغرافية.

كانت المقابر الملكية منشآت فخمة ، بها معابد تذكارية كبيرة تقع على أطراف الصحراء ومخصصة للحاكم الراحل والإله آمون. تم الدفن الفعلي في غرف عميقة تحت الأرض في وادي الملوك ، حيث كان الرمز الخارجي الوحيد للملكية هو «الهرم» الطبيعي الذي يتوج الجبل ، فوق الوادي الشهير. هذه المقابر المليئة بالثروات ، كما رأينا في مقبرة توت عنخ آمون شبه السليمة (1335-1325 قبل الميلاد)، تشهد على ثراء الملوك المصريين والمهارات الرائعة لفنانيهم وصناعهم.
من ناحية أخرى ، شهدت هذه الفترة امتدادًا للعديد من المعابد. وُجد الكرنك كموقع ديني قبل الأسرة الثامنة عشر. بنت حتشبسوت المعبد الجنائزي الخاص بها في نهاية النصف الأول من الأسرة الثامنة عشر، احتفظت قاعة أخمينو أو «قاعة القرية» لتحتمس الثالث (منتصف الأسرة الثامنة عشرة) بجزء من زخرفتها المطلية ، مع سقف مغطى بنجوم صغيرة على خلفية زرقاء. يعود تاريخها بشكل أساسي إلى الأسرة التاسعة عشرة ، وهي قاعة الأعمدة العظيمة لمرفق آمون رع ، والمحميات ، من بين أمور أخرى ، مائة وأربعة وثلاثون عمودًا ، معظمها بها احتفظوا بزخرفتهم . في زمن سيتي الأول ، كان مجمعًا هائلاً للثروة الهائلة ، تم توفيره إلى حد كبير من خلال ممتلكاته من الأراضي والتبرعات من التاج حتى عهد أمنحتب الثالث.
في عهد تحتمس الثالث ، منحت هذه الدولة القوية ثروة لا تقدر بثمن لرجال الدين في آمون بالفعل أثرياء للغاية. كانت الإنجازات المعمارية والفنية كبيرة ، كما يتضح من الكرنك كله. وهذا لا يخلو من أهمية للاستمرار ، حيث ابتعد الملوك التاليون تدريجياً عن رجال الدين هؤلاء الذين أصبحوا مثل دولة داخل دولة ، إلى درجة الانفصال عنها أمامياً تحت حكم أمنحتب الرابع وبأشكال فنية جديدة. مختلفة تمامًا عن التقاليد. أخيرًا ، بعد ذلك ، قرر الرعامسة نقل عاصمتهم إلى الدلتا ، بر-رمسيس ، جزئيًا للاستمتاع أيضًا ، مع اعتبار رجال الدين هذا خطرين ، أثناء الاستيلاء المدمر على توت عنخ آمون وحورمحب. وصل رجال الدين في طيبة أخيرًا إلى السلطة خلال الفترة الانتقالية الثالثة.
بدلاً من بناء الأهرامات ، تم حفر قبور هؤلاء الملوك في قاع واد ضيق مهجور تمامًا ، وادي الملوك ، على الضفة اليسرى لنهر النيل ، في ارتفاع طيبة. يتم تحديد المقابر في وادي الملوك.
هذه السلسلة من المباني والمقابر المنحوتة في الصخر ، والتي سيستمر العمل فيها لاحقًا ، ستجعل من طيبة واحدة من أشهر المجموعات المعمارية في مصر: ملاذ آمون في الكرنك والمعابد الجنائزية على الضفة اليسرى لنهر النيل ، «معابد ملايين السنين» التي لم يبق منها سوى معبد حتشبسوت في دير البحري. تم وضع المعبد الجنائزي لحتشبسوت ، طواعية ، بالقرب من معبد منتوحتب الثاني ، حاكم الأسرة الحادية عشرة التي وحدت مصر في الدولة الوسطى ، من أجل إعادة التأكيد على استمرارية النظام الملكي وسيولة الدولة. التجارة في جميع أنحاء وادي النيل منذ الشلال الثاني.
في صورهم ، على جدران هذه المقابر ، يتخلى الرسامون والنحاتون تدريجياً عن مشاهد الحياة اليومية لوصف الحياة الدينية في الأساس. سوف تتكاثر هذه الصور تحت رمسيس. تتميز مقبرة عمدة طيبة والمضيفة ، بالأصالة الفريدة وجودة الزخرفة: السقف مغطى بتعريشة ضخمة محملة بالعناقيد والعنب ، جميع الجدران مزينة بمناظر ملونة. حية. هذا النوع من الشخصيات المرموقة للغاية قادر على صنع صور منحوتة للزوجين ، على غرار الزوجين الملكيين ، أو الملك وأمه.
تحرص الملكة حتشبسوت على أن تترك ، في معبد المجمع الجنائزي العملاق الذي بنته ، صورة إعادة التجارة مع الدول الأفريقية الأخرى الواقعة جنوبا. يعتبر نقل أشجار اللبان في سلال من أرض بونت أول علامة على استعادة هذه العلاقات السلمية مع بقية إفريقيا خلال عصر الدولة الحديثة. لا تزال الرحلة الاستكشافية إلى أرض بونت ملفتة للنظر من خلال الانتباه إلى التفاصيل الغريبة التي لوحظت ، ونسخها في النحت البارز ، مع تأثيرات متعددة لتمثيل الفضاء الخاص بمصر ، والمساكن النوبية ، والأسماك. والطيور ونخيل التمر وشجرة المر.
معبد الأقصر
معبد الأقصر هو عبارة عن مجمع معبد مصري قديم ضخم يقع على الضفة الشرقية لنهر النيل في المدينة المعروفة اليوم باسم الأقصر (طيبة القديمة). بدأت أعمال البناء في المعبد في عهد أمنحتب الثالث في القرن الرابع عشر قبل الميلاد. أضاف حورمحب وتوت عنخ آمون أعمدة وتماثيل وأفاريز - وكان إخناتون قد طمس في وقت سابق خراطيش والده وأقام مزارًا لأتون - لكن جهد التوسع الكبير الوحيد حدث في عهد رمسيس الثاني بعد حوالي 100 عام من وضع الأحجار الأولى في مكانها. وبالتالي ، تعتبر الأقصر فريدة من نوعها بين مجمعات المعابد المصرية الرئيسية في وجود فرعين اثنين فقط تركا بصماتهما على هيكلها المعماري.
يبدأ المعبد الصحيح بارتفاع 24 مترًا (79 قدمًا) من الصرح الأول ، الذي بناه رمسيس الثاني. تم تزيين الصرح بمناظر انتصارات رمسيس العسكرية (خاصة معركة قادش)؛ كما سجل الفراعنة اللاحقون انتصاراتهم هناك. كان هذا المدخل الرئيسي لمجمع المعبد محاطًا في الأصل بستة تماثيل ضخمة لرمسيس - أربعة جالسين واثنان واقفان - لكن اثنين فقط (كلاهما جالسان) نجا. يمكن للزوار المعاصرين أيضًا رؤية مسلة من الجرانيت الوردي يبلغ ارتفاعها 25 مترًا (82 قدمًا): هذا واحد من زوج مطابق حتى عام 1835، عندما تم نقل الآخر إلى باريس حيث يقف الآن في وسط بلاس دي لا كونكورد.
من خلال بوابة الصرح يؤدي إلى فناء معاصر ، بناه رمسيس الثاني أيضًا. تم بناء هذه المنطقة والصرح بزاوية مائلة لبقية المعبد ، على الأرجح لاستيعاب الأضرحة الثلاثة الموجودة مسبقًا في الزاوية الشمالية الغربية. بعد ساحة الفناء تأتي ساحة الأعمدة التي بناها أمنحتب الثالث - ممر بطول 100 متر (330 قدمًا) تصطف عليه 14 عمودًا من ورق البردي. الأفاريز على الحائط تصف مراحل مهرجان الأوبيت ، من القرابين في الكرنك في أعلى اليسار ، وصولاً إلى وصول آمون إلى الأقصر في نهاية ذلك الجدار ، وانتهاءً بعودته على الجانب الآخر. قام توت عنخ آمون بوضع الزخارف في مكانها: تم تصوير الفرعون الصبي ، ولكن تم استبدال اسمه بأسماء حورمحب.
يوجد ما وراء صف الأعمدة فناء معاصر يعود تاريخه أيضًا إلى البناء الأصلي لأمنحتب. توجد أفضل الأعمدة المحفوظة على الجانب الشرقي ، حيث يمكن رؤية بعض آثار اللون الأصلي. يتكون الجانب الجنوبي من هذا الفناء من 36 عمودًا فناءًا (أي مساحة مسقوفة تدعمها أعمدة) تؤدي إلى الغرف الداخلية المظلمة للمعبد.
معبد ملكاتا
في عهد أمنحتب الثالث قام العمال ببناء أكثر من 250 مبنى ونصب تذكاري. كان أحد أكثر مشاريع البناء إثارة للإعجاب هو مجمع معابد ملكاتا ، والمعروف بين قدماء المصريين باسم "بيت الابتهاج"، والذي تم تشييده لخدمة مقر إقامته الملكي على الضفة الغربية لطيبة ، جنوب مقبرة طيبة مباشرة. تبلغ مساحة الموقع حوالي 226000 متر مربع (أو 2432643 قدم مربع). نظرًا للحجم الهائل للموقع ، إلى جانب العديد من المباني والمحاكم وأراضي العرض والإسكان ، فقد تم اعتباره ليس فقط كمعبد ومسكن للفرعون ولكن كمدينة. تتكون المنطقة المركزية للمجمع من شقق فرعون المكونة من عدد من الغرف والمحاكم ، وجميعها كانت موجهة حول قاعة مأدبة ذات أعمدة. مصاحبة للشقق ، التي يُفترض أنها كانت تضم المجموعة الملكية والضيوف الأجانب ، كانت غرفة عرش كبيرة متصلة بغرف أصغر للتخزين والانتظار وجماهير أصغر. العناصر الأكبر لهذه المنطقة من المجمع هي ما أصبح يُطلق عليه اسم الفيلات الغربية (غرب قصر الملك مباشرةً) والقصر الشمالي والقرية والمعبد. تبلغ أبعاد المعبد الخارجية حوالي 183.5 × 110.5 م ، ويتكون من جزأين: الفناء الأمامي الكبير والمعبد المناسب. تبلغ مساحة الفناء الأمامي الكبير 131.5 × 105.5 مترًا ، ويتجه نحو المحور الشرقي الغربي ، ويحتل الجزء الشرقي من مجمع المعبد. يقع الجزء الغربي من الفناء على مستوى أعلى وينقسم عن باقي الفناء بجدار منخفض. القاعة السفلية مربعة الشكل تقريباً ، بينما الشرفة العلوية مستطيلة الشكل. كان الجزء العلوي من الفناء مرصوفًا بالطوب اللبن وله مدخل بعرض 4 أمتار من الجزء السفلي من الفناء الأمامي ، وكان يربط القاعدة بالهبوط العلوي منحدرًا محاطًا بالجدران. كان هذا المنحدر والمدخل كلاهما في وسط المعبد ، بنفس اتجاه مدخل الفناء الأمامي والمعبد المناسب. قد يُنظر إلى المعبد السليم على أنه مقسم إلى ثلاثة أجزاء متميزة: الوسطى والشمالية والجنوبية. يُشار إلى الجزء المركزي من خلال غرفة انتظار صغيرة مستطيلة الشكل (6.5 × 3.5 م)، والعديد من عضادات الباب بما في ذلك تلك الموجودة في غرفة الانتظار تشتمل على نقوش ، مثل "حياة مثل رع إلى الأبد". تتبع القاعة 12.5 × 14.5 م غرفة الانتظار التي يتم الدخول منها عبر باب بعرض 3.5 م في وسط الجدار الأمامي للقاعة. هناك أدلة على أن سقف هذه الغرفة مزين بنجوم صفراء على خلفية زرقاء ، بينما تظهر الجدران اليوم فقط مظهر الجص الأبيض فوق الجص الطيني. على الرغم من ذلك ، قد نتوقع أنه نظرًا للقطع الجصية العديدة المزخرفة الموجودة داخل رواسب الغرفة ، فقد تم تزيينها أيضًا بشكل مزخرف بصور وأنماط مختلفة. يدعم السقف ستة أعمدة مرتبة في صفين بمحور شرقي غربي. بقيت شظايا صغيرة فقط من قواعد الأعمدة ، على الرغم من أنها تشير إلى أن قطر هذه الأعمدة كان حوالي 2.25 م. تم وضع الأعمدة على بعد 2.5 متر من الجدران وفي كل صف تكون الأعمدة على بعد 1.4 متر تقريبًا من التالي ، بينما المسافة بين الصفين 3 أمتار. قاعة ثانية (12.5 × 10 م) يتم الوصول إليها عن طريق باب 3 م في وسط الجدار الخلفي للأول. القاعة الثانية شبيهة بالأولى ، يبدو أولاً أن سقفها قد تم تزيينه بأنماط وصور متشابهة إن لم تكن متطابقة كالأولى. ثانيًا ، بنفس الطريقة يتم دعم السقف بواسطة أعمدة ، أربعة على وجه الدقة ، مرتبة في صفين على نفس المحور مثل تلك الموجودة في القاعة الأولى ، بمسافة 3 أمتار بينهما. في القاعة الثانية ، يبدو أن إحدى الغرف على الأقل كانت مخصصة لعبادة ماعت ، مما يشير إلى أن الغرف الثلاث الأخرى في هذه المنطقة ربما خدمت أيضًا مثل هذا الغرض الديني. يمكن تقسيم الجزء الجنوبي من المعبد إلى قسمين: غربي وجنوبي. يتكون القسم الغربي من 6 غرف ، في حين أن المنطقة الجنوبية نظرًا لحجمها (19.5 × 17.2 م) تشير إلى أنها ربما كانت بمثابة ساحة مفتوحة أخرى. في كثير من هذه الغرف تم العثور على بلاطات خزفية زرقاء مطعمة بالذهب حول حوافها. يتكون الجزء الشمالي من المعبد من عشر غرف ، تشبه في أسلوبها تلك الموجودة في الجنوب. يبدو أن المعبد نفسه قد تم تكريسه للإله المصري آمون ، نظرًا لعدد الطوب المختوم بنقوش مختلفة ، مثل "معبد آمون في بيت الابتهاج" أو "نيبارتا في معبد آمون في بيت الابتهاج" ". بشكل عام ، يشترك معبد ملكاتا في العديد من المعابد الدينية الأخرى في المملكة الحديثة ، مع قاعات رائعة وتوجه ديني.

## أهم ملوك مصر في الدولة الحديثة
- أحمس الأول: طرد الهكسوس يعتبر مؤسس الدولة الحديثة في مصر وسيطر علي النوبيين في الجنوب
- تحتمس الأول: من أعظم فراعنة الأسرة الثامنة عشر
- حتشبسوت: قامت ببناء معبد لها في الدير البحري بالأقصر واقامت مسلتين شاهقتين في معبد الكرنك وارسلت ثلاث بعثات تجارية واحدة لبلاد بونت لجلب العاج والبخور والاحجار الكريمة وواحدة للنوبة بأسوان لجلب الاحجار لبناء المعابد وواحدة لفينقيا لجلب الاخشاب .
- تحتمس الثالث: من اعظم الملوك في مجالي الحرب والإدارة حيث انه قام بـ

في مجال الحرب كان أول من قام بـ:-
كون اقدم إمبراطورية في التاريخ
ثبت نفوذ مصر في بلاد بونت
وطد حكم مصر الي فلسطين وسوريا بعد قيامه بـ 16 حملة عسكرية
كون اسطول قوي فرض به سيطرته علي جزر البحر المتوسط وساحل فينيقا
انتصر علي امير قادش في معركة مجدو
قسم الجيش الي قلب وجناحين كما اخترع حرب المفاجأة (المداهمة.الاستباقية)
في مجال الإدارة:-
وطد علاقته مع حكام الدول المجاورة
كسب ود الامراء الاسويين مما ساعد علي تماسك امبروطوريته ونشر الثقافة المصرية في بلادهم
احضار أبناء الاقاليم الاسيوية ليعلمهم في مصر ليشبوا علي الولاء والطاعة لمصر .
- اخناتون: أول من دعي لتوحيد الإلهة في إله واحد هو أتون وبسبب انشغال اخناتون بأمور ديانته أهمل شؤون البلاد وعم الفساد
- توت عنخ امون: يعد أشهر ملوك الدولة الحديثة وهذا العصر بسبب مقبرته التي تم اكتشافها عام 1922 والتي تدل علي عظمة الفن المصري القديم واعاد طيبة عاصمة للبلاد واعاد لعبادة الاله امون مكانته بعد ان قل بعد ثورة اخناتون الدينية
- حورمحب: قضى على الثورة الدينية التي حدثت عهد اخناتون وأصلح ما فسد عصر اخناتون
- رمسيس الثاني: — أشهر ملوك الأسرة التاسعة عشرة أعاد تكوين المملكة المصرية وخاض حربا طويلة ضد ملك الحيثيين في موقعة قادش ولم يستطع أحدا منهم أن ينهى المعركة لصالحه مما دفعهم إلى الصلح وعقد معاهدة سلام ربما كانت الأولى في التاريخ المدون.
- رمسيس الثالث: - لا يعد رمسيس الثاني اخر الملوك العظام في الدولة في الدولة الحديثة حيث ان رمسيس الثالث كان أيضا عظيما

لانه ازال عن مصر خطرا لا يقل شدة عن خطر الهكسوس وهم شعوب البحر المتوسط الذين هاجموا مصر بريا عن رفح وبحريا عند مصب النيل الغربي والليبيين الذين هاجموا حدود مصر الغريبة وهزمهم عن وادي النطرون

## السودان
في عهدي الدولة الوسطي بمصر والدولة الحديثة فتح المصريون جزءًا من السودان كان يطلقون عليه كوش. وأصبحت اللغة المصرية القديمة هي اللغة الرسمية. ولاسيما بعدما طرد «أحمس مؤسس الأُسرة 18 الهكسوس من مصر. فاتجه إلي بلاد النوبة نحو السودان. وتم الإخضاع التام للسودان في عهد»تحتمس الأول"  عندما احتله حتي الشلال الرابع. واستمر الاحتلال لمدة ستة قرون. اعتنق السودانيون خلالها الديانة المصرية وعبدوا ألهتها وتثقفوا بثقافاتها حتي أصبح السودان جزءاً لا يتجزأ من مصر. وكان ملوك الدولة الحديثة يعينون نوابـاً عنهم لإدارة السودان، لاستفادة مصر من موارده وثرواته كالذهب وخشب الأبنوس وسن الفيل والعطور والبخور وريش النعام والفهود وجلودها والزراف وكلاب الصيد والماشية. ولكن بعد انقطاع الصلة بينهما تلاشت معرفة السودانيين باللغة المصرية ولاسيما أثناء مملكة كوش النوبية حيث ظهرت اللغة الكوشية. وكانت لغة التفاهم بين الكوشيين قبل ظهور الكتابة المروية نسبة لمدينة مروي التي تقع غلي الضفة الشرقية للنيل شمال قرية البجراوية الحالية. وكانت عاصمة للسودان ما بين القرن السادس ق.م. والقرن الرابع ميلادى. وكانت الحضارات المصرية قد أثرّت في أهل السودان. عندما ازدهرت تجارة الصمغ والعاج والبخور والذهب بين الجزيرة العربية وبين موانئ مصر والسودان والحبشة. وكانت للسودان علاقات مع ليبيا والحبشة منذ القدم. وفي الأثار السودانية كانت مملكة مروي علي صلة بالحضارة الهندية في العصور القديمة. واحتلت مصر أجزاء من السودان في عهد الدولة المصرية الوسطى التي قامت باحتلال معظمه حتي الشلال الخامس ولاسيما في عهد الدولة الحديثة، وانتفع المصريون بثرواته ونشروا ثقافاتهم ودياناتهم، وأثرّت الحضارات المصرية في أهل السودان عندما أصبحت بلادهم إقليما من أقاليم مصر. وكان الإغريق يسمون البلاد الواقعة جنوب مصر " أثيوبيا وقال هوميروس عنها أن الألهة يجتمعون في السودان في عيدهم السنوي.
أمـا إدارة السودان فكان ملوك الدولة الحديثة يعينون نوابـاً عنهم لإدارة البلاد السودانية. وقد لعب السودانيون دوراً أساسيـاً في حياة مصر الاقتصادية في الدولة الحديثة، فاستفادت مصر من موارده وثرواته من الذهب وخشب الأبنوس وسن الفيل والعطور والبخور وريش النعام والفهود وجلودها والزراف وكلاب الصيد والماشية.

## نهاية الدولة الحديثة
أخذ مركز ملك مصر في الضعف وتعددت غارات الليبيين وشعوب البحر المتوسط علي مصر وكان من أشد تلك الغارات خطراً ما وقع منها في عهد الملك رمسيس الثالث ولكن الجيش المصري صد تلك الغزوات ورد أصحابها مدحورين، وقد أختتمت الدولة الحديثة أيامها حين تلاشت سلطة ملك مصر تماماً وازداد نفوذ كهنة أمون حتى سيطر كبير الكهنة على العرش

## ملوك الدولة الحديثة

### الأسرة الثامنة عشرة 1550-1292 ق.م.
- أحمس الأول (نب بحتى رع) 1550-1525
- أمنحتب الأول (جسر كا رع) 1525-1504
- تحوتمس الأول (عا خبر كا رع) 1504-1492
- تحوتمس الثاني (عا خبر ان رع) 1492-1479
- تحتمس الثالث (من خبر رع) 1479-1425
- حتشبسوت (ماعت كا رع) (تداخل مع عهد تحتمس الثالث) 1503-1482[28]
- أمنحوتب الثاني (عا خبرو رع) 1427-1401
- تحتمس الرابع (من خبرو رع) 1401-1391
- أمنحتب الثالث (نب ماعت رع) 1391-1353
- أخناتون (نفرو خبرو رع - وع ان رع) 1353-1335
- سمنخ كا رع (عنخ خبرو رع) (شريك في الحكم لأخناتون) 1335-1334
- توت عنخ أمون 1334–1325
- آي (فرعون) (خبرو رع) 1323-1319
- حورمحب (جسر خبرو رع) 1319-1292

### الأسرة التاسعة عشرة 1292 - 1189 ق.م. (الرعامسة)
- رمسيس الأول (من بحتى رع) 1292–1290
- سيتي الأول (من ماعت رع) 1290–1279
- رمسيس الثاني (أوسر ماعت رع - ستب ان رع) 1279–1213
- مرنبتاح (بان رع حوتب اير ماعت) 1213–1203
- سيتي الثاني (أوسر خبرو رع ستب ان رع) 1203–1197
- أمن‌مسه مغتصب للعرش إبان سيتي الثاني 1201–1198
- سبتاح 1197–1191
- توسرت 1191–1189

### الأسرة العشرون (الرعامسة) 1189-1077 ق.م.
- ست ناختي 1189–1186
- رمسيس الثالث (أوسر ماعت رع - مرى أمون) 1186–1155
- رمسيس الرابع 1155–1149
- رمسيس الخامس 1149–1145
- رمسيس السادس 1145–1137
- رمسيس السابع 1136–1129
- رمسيس الثامن 1130–1129
- رمسيس التاسع 1129–1111
- رمسيس العاشر 1111–1107
- رمسيس الحادي عشر 1107–1077